# Oberstdorf
Oberstdorf ist ein Markt im bayerischen Landkreis Oberallgäu. Der heilklimatische Kur- und Kneippkurort ist die südlichste Gemeinde Deutschlands und daher Mitglied im Zipfelbund.
Oberstdorf dient mit seinen alpinen Skigebieten am Nebelhorn, dem Söllereck und dem Fellhorn/Kanzelwand, den Langlaufloipen, dem Eisstadion und auch den Skisprungschanzen sowie der Skiflugschanze als Wintersportplatz und ist zudem ein beliebtes Ziel für Bergsteiger.

## Geographie

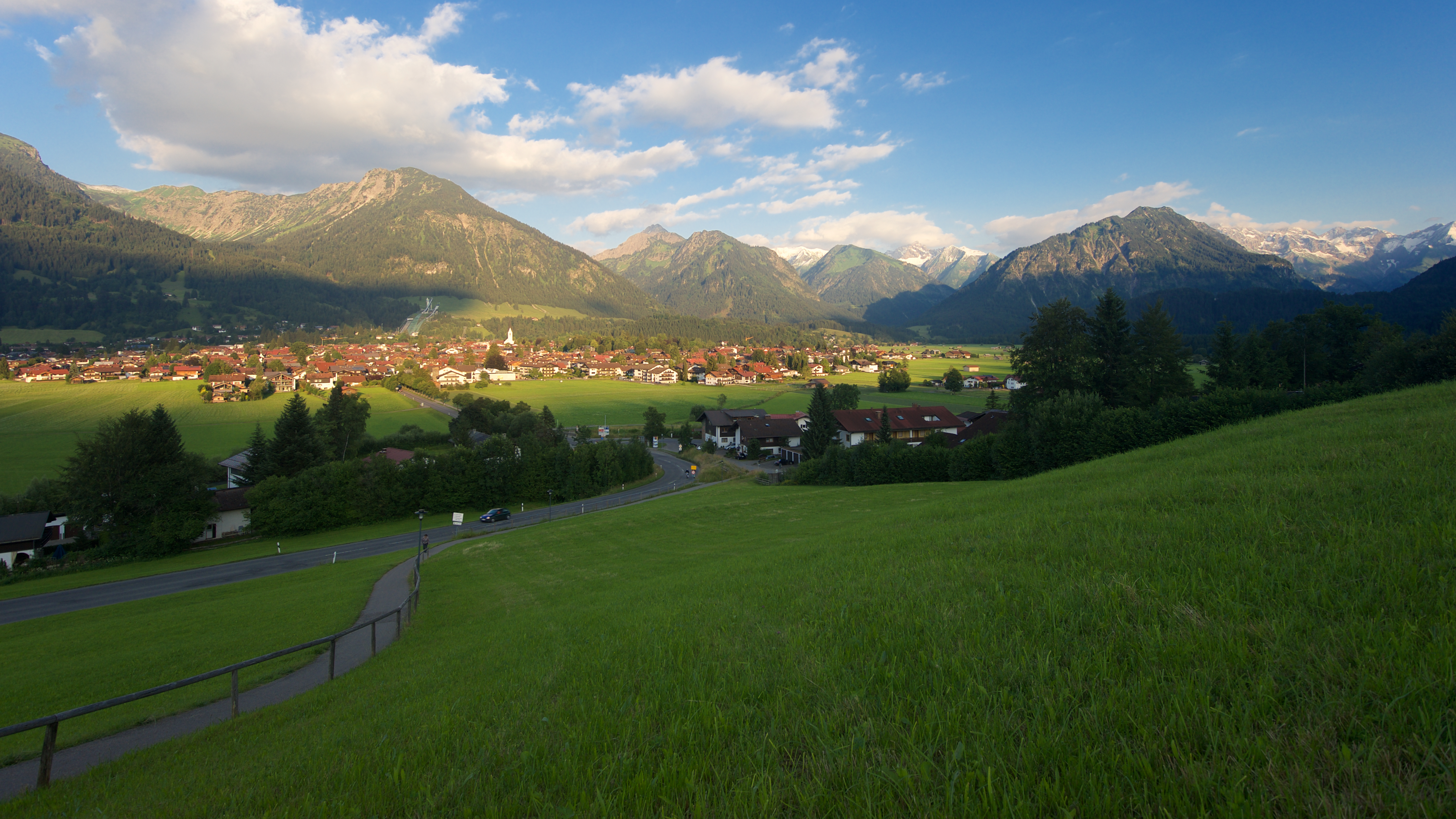
Blick auf Oberstdorf (Sommer)

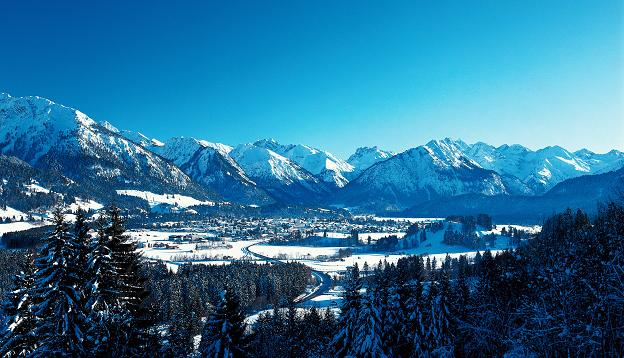
Blick auf Oberstdorf (Winter)

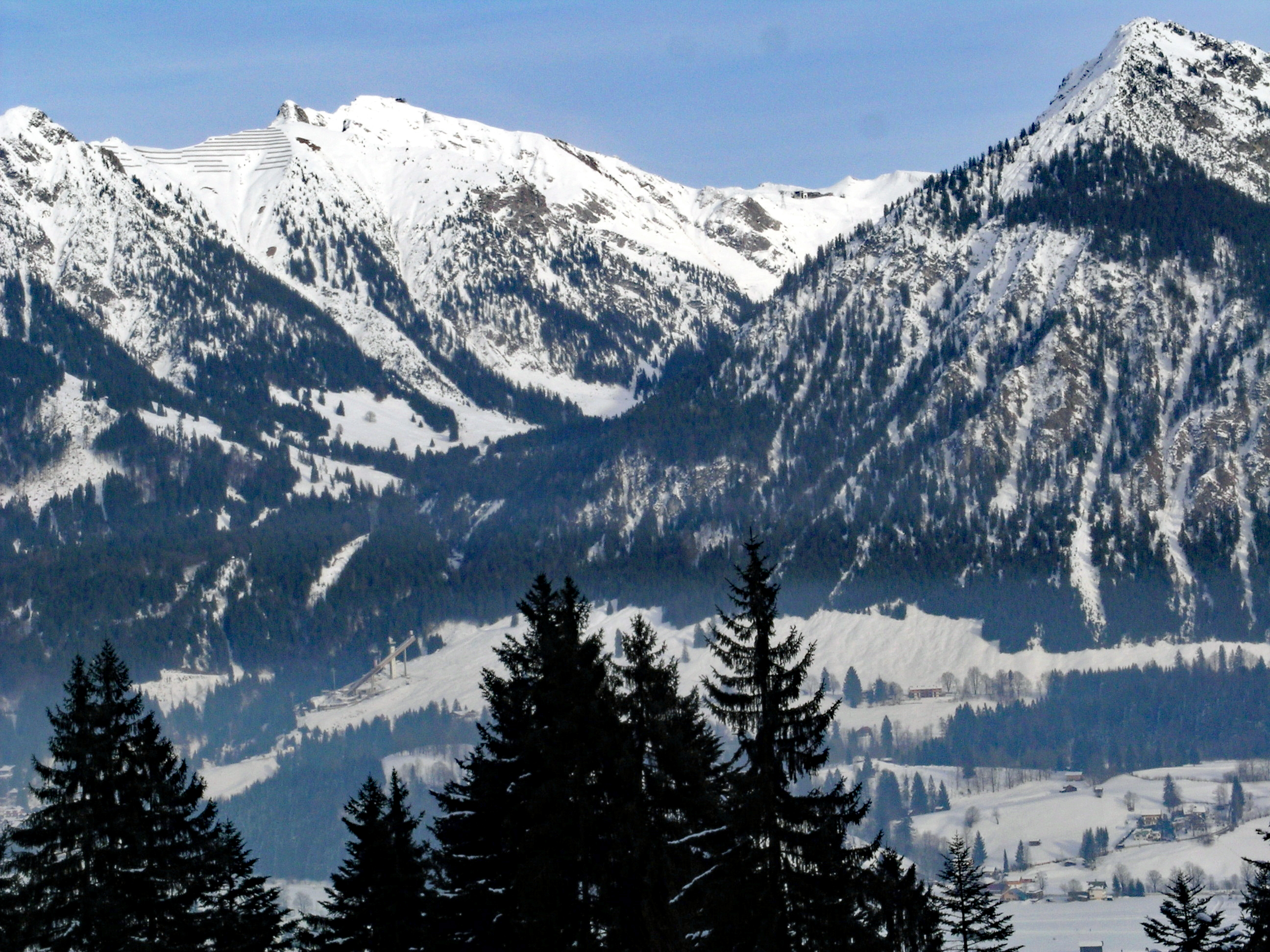
Das Nebelhorn, der Hausberg von Oberstdorf

### Geographische Lage
Oberstdorf – Deutschlands südlichste Gemeinde – liegt im Oberstdorfer Becken im Illertal, in den Allgäuer Alpen. Der Illerursprung liegt bei Oberstdorf. Mit einer Ausdehnung von 230 km² ist Oberstdorf nach der Landeshauptstadt München und Lenggries flächenmäßig die drittgrößte Gemeinde im Freistaat Bayern. Sie liegt auf 813 Meter Höhe (Messpunkt an der katholischen Kirche St. Johannes Baptist). Höchster Gipfel des Ortes und ganz Schwabens ist die Hochfrottspitze.
17 Kilometer südwestlich des Ortskerns liegt das Haldenwanger Eck, die südlichste Stelle Deutschlands. Wegen dieser Gegebenheit ist Oberstdorf Mitglied im Zipfelbund.

### Gemeindegliederung
Oberstdorf hat 44 Gemeindeteile (in Klammern ist der Siedlungstyp angegeben):
- Anatswald (Weiler)
- Bachtel (Weiler)
- Birgsau (Weiler)
- Büchele (Einöde)
- Dietersberg (Dorf)
- Dorf
- Ebene (Einöde)
- Ebnath (Weiler)
- Einödsbach (Einöde)
- Faistenoy (Dorf)
- Ferlewang (Dorf)
- Gaisalpe (Einöde)
- Gerstruben (Einöde)
- Gottenried (Einöde)
- Greith (Weiler)
- Gruben (Weiler)
- Gsessel (Weiler)
- Gundsbach (Einöde)
- Hinterenge (Alpe)
- Hochstatt (Einöde)
- Hüttenbühl (Einöde)
- Jauchen (Dorf)
- Kapf (Einöde)
- Kornau (Dorf)
- Lochwiesen (Dorf)
- Mittwänden (Einöde)
- Oberstdorf (Hauptort)
- Oib (Weiler)
- Räppele (Dorf)
- Reichenbach (Dorf)
- Reine (Einöde)
- Reute (Dorf)
- Ringang (Einöde)
- Rohrmoos (Weiler)
- Rubi (Dorf)
- Schöllang (Pfarrdorf)
- Schwand (Weiler)
- Schwande (Einöde)
- Spielmannsau (Einöde)
- Tiefenbach (Pfarrdorf)
- Viehweide
- Wasach (Dorf)
- Weidach (Dorf)
- Winkel (Dorf)

Hervorzuheben sind fünf Ortschaften:
- Kornau liegt auf 915 Meter Höhe. In der Nähe findet man die Söllereckbahn und die an Kunstschätzen reiche Kapelle St. Fabian und St. Sebastian.
- In Reichenbach (226 Einwohner) befinden sich die 450 Jahre alte Kapelle St. Jakobus und die Moorwasserbadeanstalt.
- Typisch für Schöllang sind die Bauernhäuser um den barocken Zwiebelturm der Pfarrkirche. In der Nähe befindet sich die Burgkirche von 1531.
- Das Dorf Tiefenbach hat seinen Namen von den dort vorkommenden Bergkiefern. Die Ortschaft liegt auf einer Terrasse über der Breitach. Tiefenbach kann eine jahrhundertealte Kurtradition nachweisen, die es seiner Schwefelquelle verdankt. Schon im späten 15. Jahrhundert kurierten hier Grafen und andere hochgestellte Persönlichkeiten ihre Leiden.

### Täler

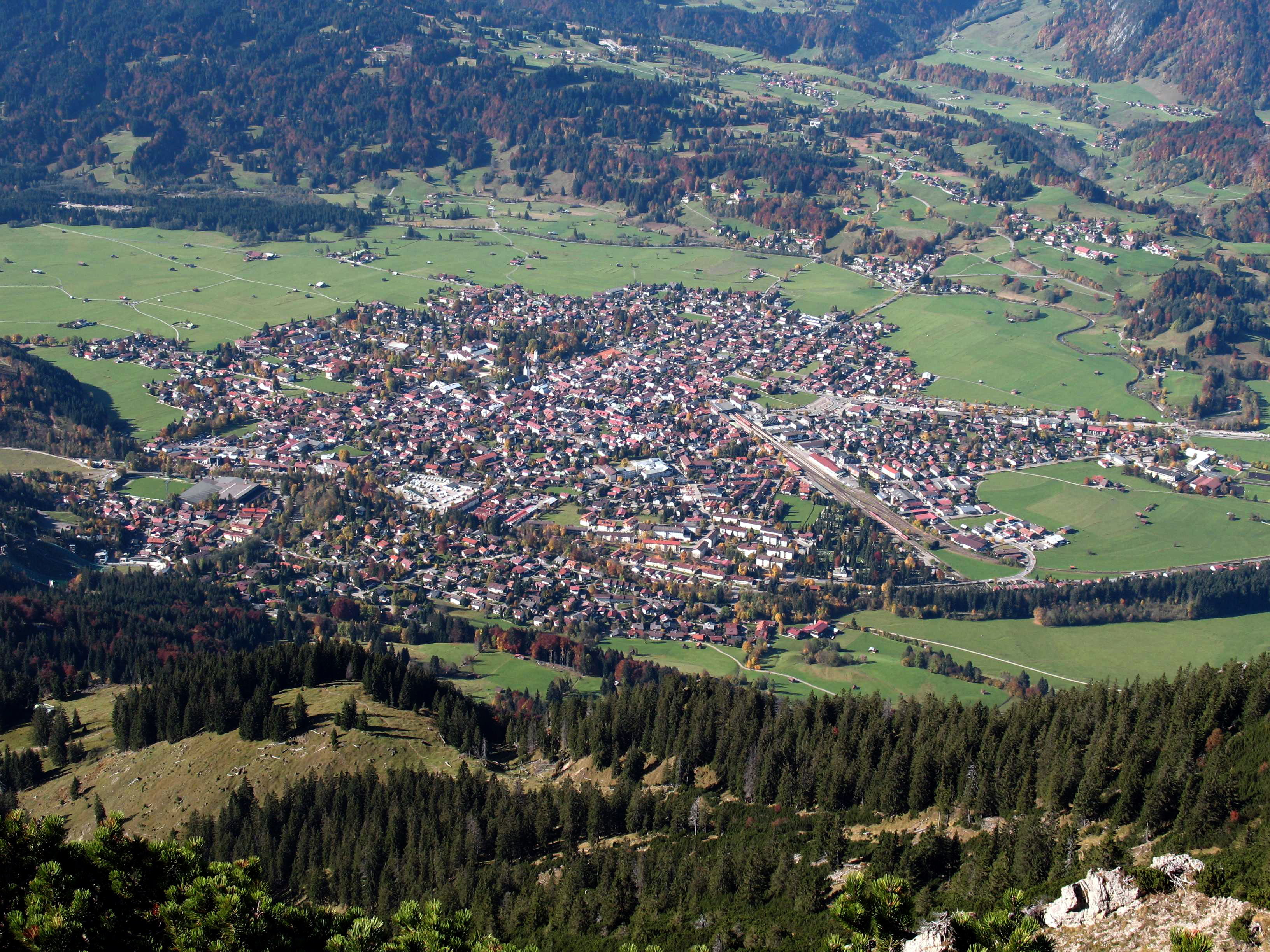
Blick vom Gaißalphorn auf Oberstdorf

Von Oberstdorf aus lassen sich eine Reihe Hochtäler erreichen, die nicht nur selbst landschaftlich sehr attraktiv sind, sondern oft auch am Anfang einer ausgedehnten Bergwanderung stehen. Die Liste führt die
großen Täler mit ihren Nebentälern auf.
- Breitachtal
  - Starzlachtal
- Stillachtal (auch Birgsautal genannt)
  - Rappenalptal
  - Warmatsgundtal
- Illertal
- Kleinwalsertal
- Oytal
- Trettachtal
  - Dietersbachtal
  - Traufbachtal

Oytal und Dietersbachtal werden durch Höfats und Rauheck getrennt. Gerstruben, Deutschlands höchstgelegenes Dorf, liegt am Beginn des Dietersbachtals.
Das Rappenalptal ist das längste der Täler und führt an Deutschlands südlichstem Ort Einödsbach vorbei in die Nähe des Haldenwanger Ecks, dem südlichsten Punkt Deutschlands. Am Ende des Tals führt der Schrofenpass nach Österreich.

### Berge
Die Allgäuer Alpen erreichen im Bereich Oberstdorf eine Höhe von über 2600 Metern und gehören der Gebirgsgruppe Nördliche Kalkalpen an. Die bekanntesten Gipfel in Oberstdorf sind:
- Fellhorn 2038 m (Blumenberg des Allgäus)
- Himmelschrofen 1791 m
- Höfats 2259 m (der markanteste Allgäuer Grasberg)
- Kratzer 2427 m
- Großer Krottenkopf 2656 m (der höchste Berg in den Allgäuer Alpen)
- Mädelegabel 2645 m (liegt am Heilbronner Höhenweg)
- Trettachspitze 2595 m
- Hochfrottspitze 2649 m (höchster Gipfel Oberstdorfs an der Grenze zu Tirol)
- Nebelhorn 2224 m (durch Seilbahn erschlossen)
- Rubihorn 1957 m (Hausberg der Einheimischen)
- Schattenberg 1845 m (an der gleichnamigen Skisprungschanze)
- Schneck 2268 m (einzigartige Form)

### Seen
Oberstdorf hat zahlreiche Seen in unterschiedlichen Höhenlagen:
- Christlessee im Trettachtal, Trinkwasserqualität
- Engeratsgundsee östlich des Großen Daumens
- Freibergsee, Badesee im Stillachtal (Birgsautal)
- Unterer und Oberer Gaisalpsee
- Guggersee am Krumbacher Höhenweg
- Hermannskarsee zwischen dem Großen Krottenkopf und der Marchspitze
- Koblatsee im Nebelhorngebiet
- Laufbichelsee, ebenfalls am Koblat des Nebelhorns
- Moorweiher am Krappberg
- Rappensee auf 2047 m
- Schlappoldsee an der Mittelstation der Fellhornbahn
- Seealpsee oberhalb des Oytals

### Klima
|                        | Jan   | Feb   | Mär   | Apr   | Mai   | Jun   | Jul   | Aug   | Sep   | Okt   | Nov   | Dez   |   |         |
| Mittl. Temperatur (°C) | −1,5  | 0     | 3,5   | 8     | 12    | 15,5  | 17,5  | 17    | 14    | 9     | 3,5   | −0,5  | ⌀ | 8,2     |
| Mittl. Tagesmax. (°C)  | 2     | 4     | 8     | 13    | 17    | 21    | 23    | 22    | 19    | 14    | 7     | 3     | ⌀ | 12,8    |
| Mittl. Tagesmin. (°C)  | −5    | −4    | −1    | 3     | 7     | 10    | 12    | 12    | 9     | 4     | 0     | −4    | ⌀ | 3,6     |
|                        |       |       |       |       |       |       |       |       |       |       |       |       |   |         |
| Niederschlag (mm)      | 125,8 | 111,8 | 127,6 | 121,0 | 139,9 | 210,1 | 229,1 | 199,8 | 145,2 | 114,6 | 141,8 | 134,5 | Σ | 1.801,2 |
|                        |       |       |       |       |       |       |       |       |       |       |       |       |   |         |
| Sonnenstunden (h/d)    | 2     | 3     | 4     | 5     | 6     | 7     | 8     | 7     | 6     | 4     | 2     | 2     | ⌀ | 4,7     |
|                        |       |       |       |       |       |       |       |       |       |       |       |       |   |         |
| Regentage (d)          | 17    | 17    | 15    | 15    | 16    | 17    | 16    | 17    | 13    | 12    | 17    | 15    | Σ | 187     |

| −5 |

| −4 |

| −1 |

| 3 |

| 7 |

| 10 |

| 12 |

| 12 |

| 9 |

| 4 |

| 0 |

| −4 |

| −5 |

| −4 |

| −1 |

| 3 |

| 7 |

| 10 |

| 12 |

| 12 |

| 9 |

| 4 |

| 0 |

| −4 |

## Geschichte

### Urgeschichte
Spuren mesolithischer Jäger ließen sich bei Oberstdorf bis in eine Höhe von 1400 m über dem Meeresspiegel nachweisen.

### Römerzeit, Besiedlung durch Alamannen
Nachdem um 260 der Limes als Grenze des Römischen Reiches aufgegeben worden war, begann die Besiedlung durch Alamannen nördlich der Donau bereits in den Jahrzehnten danach. Südlich der Donau hingegen setzte diese Besiedlung erst in der zweiten Hälfte des 5. Jahrhunderts ein. Dabei bildete das obere Illertal zwischen Sonthofen und Oberstdorf einen der Siedlungsschwerpunkte.

### Bis zum 18. Jahrhundert
Oberstdorf wurde 1141 durch die Weiheinschrift in der Kirche erstmals urkundlich erwähnt. Der Gemeindeteil Kornau wird als Corneja erstmals in einer Isnyer Klosterurkunde genannt. Der Kirchensatz zu Obrostdorf wurde 1351 durch Adelheid von Waldburg an die Familie Haimenhofen verkauft. Ulrich von Haimenhofen erhält 1422 die Niedere Gerichtsbarkeit über Oberstdorf. Wenige Jahre später, 1440, verkaufte die Familie Haimenhofen die Hälfte ihres Besitzes an das Hochstift Augsburg. 1477 ging der Rest des Besitzes an Oberstdorf an den Augsburger Fürstbischof Johann II. von Werdenberg über. König Maximilian, der spätere Kaiser, verlieh Oberstdorf 1495 das Marktrecht und die Hohe Gerichtsbarkeit.
Als im Juli 1546 das schmalkaldische Heer im Allgäu lag, wurden auch Prediger in Oberstdorf zur Bekämpfung der Wiedertäufer aufgefordert. Ihr Erbe in Schwaben traten die Schwenckfeldianer an.
Graf Hugo von Montfort errichtet in Tiefenbach an der Schwefelquelle ein Bad, das als Vorläufer des heutigen Kurbetriebs gilt. In seiner Cosmographia erwähnt Sebastian Münster das „für das Feber“ (Fieber) heilsame Schwefelbad in „Teuffenbach“. Das Badhaus wurde 1644 von Graf Hugo von Königsegg erneuert.
Im Dreißigjährigen Krieg litt der Ort unter schwedischer Soldateska, die ihn mehrfach plünderte, so 1632, 1634 und letztmals 1647. Etwa 700 Menschen starben 1634/1635 am Schwarzen Tod. Herzog Bernhard von Weimar stieß nach dem Sieg Gustav Adolfs bei Rain am Lech (15. April 1632) mit schwedischen Truppen bis Oberstdorf vor. Doch bis 1635 mussten die protestantischen Truppen das Allgäu räumen, das in den nächsten Jahren vom Krieg unberührt blieb.
1787 bauten die Oberstdorfer ihr erstes Schulhaus.

### 19. Jahrhundert
Am 5. Mai und am 6. Mai 1865 wütete eine Feuersbrunst, der 146 Häuser zum Opfer fielen. Zwei Drittel des Gebäudebestandes wurden vernichtet, das Rathaus und die Kirche mussten neu gebaut werden. Zusätzliche Einnahmen durch Sommerfrischler sollten die hohe Verschuldung der Bürger lindern. Auf Initiative des Kaufmanns Josef Anton Vogler und des Arztes Dr. Ulrich Reh wurde der Verschönerungsverein zur Steigerung des Fremdenverkehrs gegründet, zunächst aus eigenen finanziellen Mitteln der Bürger wurden Spazierwege und andere Einrichtungen für Urlauber geschaffen. 1872 konnten nach Genehmigung des Königlichen Bezirksamts Sonthofen erstmals 182 Mark und zwei Pfennige mit dem Verschönerungsbeitrag als Vorläufer der Kurtaxe erhoben werden. Mit diesen Einnahmen konnte 1883 das erste Moorbad, daraufhin das Kurhaus mit Kegelbahn und 1892 der Freibergsee zur Einrichtung einer Badeanstalt erworben werden. Nach 482 Gästen 1872 fanden sich 1885 schon 2353 Kurgäste im Ort ein. Die Eisenbahnverbindung Sonthofen-Oberstdorf wurde 1888 in Betrieb genommen und die Zahl der Gäste stieg 1890 auf 4987, um zur Jahrhundertwende erstmals die Grenze von 15.000 zu übersteigen. Die Einnahmen des Verschönerungsbeitrags hatte sich auf 12.744 Mark gesteigert. Der Fremdenverkehr wurde zu einem bedeutsamen Wirtschaftsfaktor.

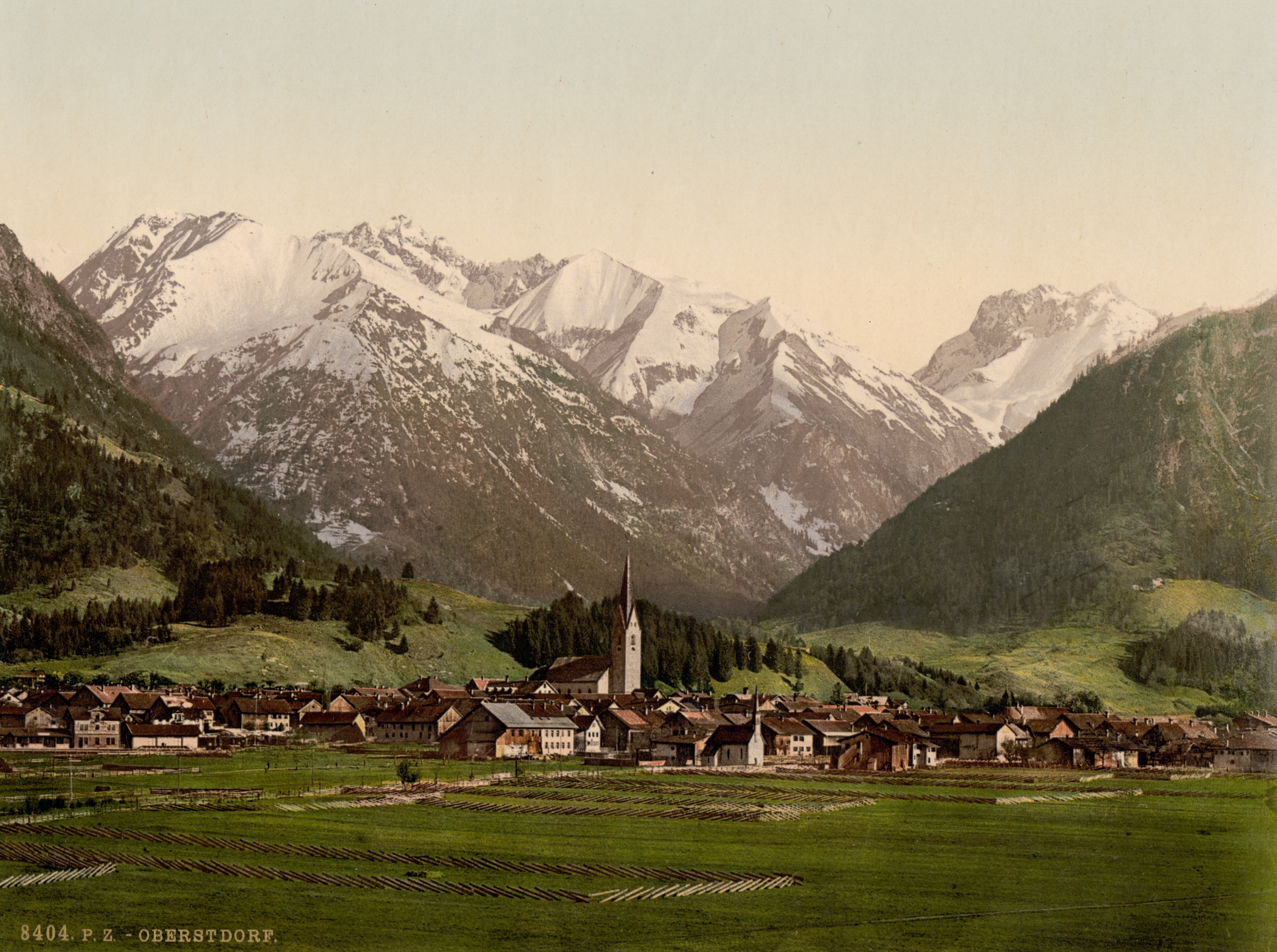
Oberstdorf um 1900

### 20. Jahrhundert
Die Breitachklamm öffnete 1905 für Besucher. Der Verschönerungsverein übernahm zunehmend die Aufgaben eines Verkehrsamtes und wurde 1909 zum Verkehrs- und Kurverein Oberstdorf. Im Ersten Weltkrieg durften wegen Lebensmittelmangels nur jedes zehnte Gästebett belegt werden, die Aufenthaltsdauer der Gäste wurde auf drei Tage begrenzt. Dem Verkehrsamtsleiter Hermann Schallhammer gelang nach Aufhebung der Beschränkungen ab 1921 eine Belebung des Fremdenverkehrs. Die Schattenbergschanze erlebte 1926 ihr erstes Skispringen mit 35 Meter längster gemessener Weite. Von 1928 bis 1930 wurde die Nebelhornbahn gebaut und in Betrieb gesetzt. 1934 wurde 54.000 Feriengäste registriert. 1937 wurde die Gemeinde heilklimatischer Kurort und seit 1964 ist sie ein leistungsfähiger Kneippkurort.
Von 1943 bis 1945 betrieb die Waffen-SS das KZ-Außenkommando Oberstdorf-Birgsau für den Betrieb des Birgsauer Ausbildungslagers der Waffen-SS im Gebirgskampf. Zum Ende des Zweiten Weltkriegs im März 1945 bildete sich eine Volkssturm-Einheit in Oberstdorf, Oberstdorfer Schulen wurden zu Lazaretten umfunktioniert, Schulunterricht wurde vormittags in den Gasthäusern abgehalten. Im April 1945 bildete sich die Widerstandsgruppe „Heimatschutz“, mit dem Ziel der friedlichen Übergabe der Stadt. Am 27. April 1945 griffen alliierte Luftstreitkräfte durch Abwurf einiger Bomben im Bereich Kühberg-Faltenbach-Plattenbichl und Beschuss dieses Gebiets mit Bordwaffen Oberstdorf an, in der Nacht wurde ein Mann von einem SS-Soldaten in Birgsau erschossen. Durch den Luftangriff entstanden jedoch nur geringe Sachschäden. Nachdem die Verteidigung vorbereitet worden war, betrieb eine Widerstandsgruppe die friedliche Übergabe. Am 01. Mai 1945 rückte eine Vorhut der 2. französischen (marokkanischen) Infanterie-Division mit acht Panzern kampflos in Oberstdorf ein, starkes Schneetreiben verhinderte die Unterstützung durch alliierte Luftangriffe. Gleichzeitig erfolgten Verhaftungen durch die Widerstandsgruppe „Heimatschutz“ von mehreren Personen, insbesondere NSDAP-Partei-Funktionären. Am 07. Juli 1945 wurde die französische Armee durch US-Truppen abgelöst, bis November 1945 waren alle US-Dienststellen nach Sonthofen verlegt worden. Am 12. Juli 1945 wurde der bis dato unter Waffen stehende „Heimatschutz“ durch den US-Militärgouverneur 1946 aufgelöst, der Tourismus lief bereits wieder an. Ehemalige Zwangsarbeiter, darunter viele Polen und Russen, wurden in beschlagnahmten Hotels und Pensionen, wie „Chrislessee“, „Luitpold“, sowie 81 Privathäusern durch die UNRRA und IRO untergebracht, ab Ende 1945 trafen Transporte mit Flüchtlingen und Heimatvertriebenen in Oberstdorf ein. Ab September 1946 erfolgte die Unterbringung von Flüchtlingen und Heimatvertriebene durch den Flüchtlingskommissar in den Hotels „Sonne“ und „Rubihaus“, nachdem die Hotels von der UNRRA aufgegeben worden waren; der Kurbetrieb kam zeitweise fast gänzlich zum Erliegen. Am 13. September 1950 zählte man 1.488 Heimatvertriebene unter den 8.134 Einwohner insgesamt, die beschlagnahmten Ortsviertel behielt die Besatzungsmacht bis weit in die 1950er Jahre.
Ab Oktober 1945 kehrte das zivile Leben mit dem Beginn des Unterrichts in der Volksschule und der ersten Bürgerversammlung im Gasthaus „Löwen“ in Oberstdorf zurück, im Januar 1946 gründete sich der Oberallgäuer Skiverband. Ab März 1946 begann der ehemalige Rüstungsbetrieb Staehely aus Wuppertal in der Baumwollspinnerei Oberstdorf mit der Herstellung von Bratpfannen, Kochtöpfen und Holz-/Kohleherden, das Werk diente während des Krieges der Produktion von Flugzeugteilen. Im April 1946 wurde mit der Verlegung von Erd-Stromkabeln begonnen, im Dezember waren zwanzig neue Gewerbebetriebe in Oberstdorf angemeldet gewesen. Um den Nachholbedarf an Kultur-Veranstaltungen zu decken, wurde 1947 die Kulturgemeinde durch Walter Böhle und Herbert Engel gegründet, damit setzte ein Boom an hochwertigen Gastspielen auswärtiger Bühnen und Orchester ein. Im folgenden Jahr 1948 wurde der Kurbetrieb wieder aufgenommen und 1949 das öffentliche Kneippbad durch den Vorstand des Kneippvereins in dessen Haus eröffnet. 1950 fand das erste Kurkonzert der durch den Krieg stark dezimierten Musikkapelle Oberstdorf mit Aushilfskräften benachbarter Kapellen statt.
Der Verkehrs- und Kurverein Oberstdorf lebte mit 290 Mitgliedern nach dem Zweiten Weltkrieg wieder auf und beteiligte sich mit 75.000 DM an der Gründung der Sesselbahn AG, aus der sich 1959 die Kur- und Verkehrsbetriebe AG entwickelte. 1950 wurde zum Schönblick die heutige Söllereckbahn gebaut. Im selben Jahr fand vom 26. Februar bis 5. März 1950 auf der heutigen Heini-Klopfer-Skiflugschanze die erste internationale Skiflugwoche statt. Rund 170.000 Besucher waren live vor Ort. Die Fellhornbahn nahm 1972 ihren Betrieb auf. Für die Durchführung der Skiflugweltmeisterschaft 1973 in Oberstdorf musste eine vollkommen neue Schanzenanlage gebaut werden. Die alte Holz-Fluganlage wurde durch eine neue Anlage aus Leichtbeton ersetzt. Am 04. Januar 1953 wurde die Auftaktveranstaltung auf der Schattenbergschanze als zweite Station der erstmals stattfindenden Internationalen Vier-Schanzen-Tournee gefeiert.
Die Marktgemeinde Oberstdorf kaufte 1953 das Parkhotels „Luitpold“ auf, in dem 1962 der Kleine Kursaal des Kurhauses und 1963 das Kurmittelhauses unter der Leitung von Dr. Waldemar Hornbacher übergeben wurde. Die Anlage wurde ab 1971 durch den Bau des Kur-, Kongress- und Theatersaales durch die Kur AG vollendet und 1972 zur 1. Skiflug-Weltmeisterschaft im Großen Kursaal eröffnet. 1953 wurde auch das Christlichen Hospiz zu einer Kneippkuranstalt umgebaut und eine Jugendherberge in Spielmannsau und der Campingplatzes an der Rubinger Straße in Betrieb genommen. Die Alpenvereinssektion Oberstdorf erwarb die Fiderepasshütte vom Bayerischen Staat. In den Jahren 1954 und 1955 wurde die Jugendherberge in Oberstorf-Kornau durch die Architekten Werner Schneider und Wolf Zuleger unter Verwendung der traditionellen Materialien Holz und Naturstein gebaut. 1956 war die Eröffnung des Allgäuer Bergbads am Jauchen, gleichzeitig erfolgte eine Erneuerung der Badeanlage am Freibergsee mit dem Bau eines neuen Badehauses samt Strandcafé. 1957 übersteig die Anzahl der Übernachtungen erstmals die Millionengrenze (1.002.241). Der Bau des Winter- und Sommer-Kunsteisstadion wurde 1959 eingeweiht, 1960 der Curling-Sport in Oberstdorf eingeführt. 1963 begann der Bau einer Neun-Loch-Golfanlage in der Gebrgoibe.
Oberstdorf erhielt 1964 die Auszeichnung mit dem Prädikat „Kneippkurort“, der „Verkehrs- und Kurverein Oberstdorf“ wurde zum „Verschönerungsverein Oberstdorf e. V.“ umbenannt. 1967 fand die Gründung eines örtlichen Rotary-Club statt, 1968 das Kurhotel „Exquisit“ eröffnet. Das Hotel „Filser“ wurde 1970 nach Erweiterung zum Kurhotel.
Bereits 1950 wurde die „Skischule Kühberg“ gegründet, 1965 die „Neuen Skischule“, 1966 die „Skibobschule“, 1970 mit der Gründung der ADAC-Skiwanderwege die „Skiwanderschule“. 1971 wurde der zwei km lange „Vita-Parcours“ am Renksteg präsentiert, in diesem Jahr überstieg die Anzahl der Betten übersteigt erstmals die Grenze von 10.000 (10.076). 1972 überstiegen die Übernachtungen erstmals die 2-Millionengrenze (2.068.244). Das Hallen-Brandungsbad Oberstdorf Therme aus dem Jahre 1972 Oberstdorf Therme wurde nach 46 Betriebsjahren am 15. August 2018 geschlossen. Im Jahre 1972 wurde auch der Naturlehrpfad am Moorweiher durch Kurverwaltung und Forstamt gestaltet, sowie die Fellhorn-Großkabinenbahn mit mehreren Liften durch die Fellhornbahn AG gebaut, gleichzeitig erfolgte Anlage der Westumgehungs-Straße für den Verkehr zur Flugschanze und Fellhornbahn. Im Juli 1972 fand im Zuge der Gebietsreform in Bayern die Eingemeindungen von Tiefenbach, Rubi, Reichenbach und Schöllang statt. Ab 1974 wurde versuchsweise der Marktplatzes in eine Fußgängerzone einbezogen, 1992 das Ortszentrum für den Autoverkehr gesperrt. Mit dem Pkw Anreisende können rund 1000 Parkplätze am Ortseingang nutzen und mit einer Buslinie in die Ortsmitte gelangen. Eine Fußgängerzone umfasst große Teile des Dorfzentrums, die restlichen Bereiche sind großteils verkehrsberuhigt.

### Eingemeindungen
Im Zuge der Gebietsreform in Bayern wurden am 1. Juli 1972 die Gemeinde Tiefenbach bei Oberstdorf und die Orte Schöllang, Reichenbach und Rubi der ehemaligen Gemeinde Schöllang eingegliedert.

### Einwohnerentwicklung
Zwischen 1988 und 2018 ging die Einwohnerzahl der Gemeinde als einzige im Landkreis Oberallgäu zurück, nämlich von 10.029 auf 9.707 bzw. um 3,2 %.

## Religion

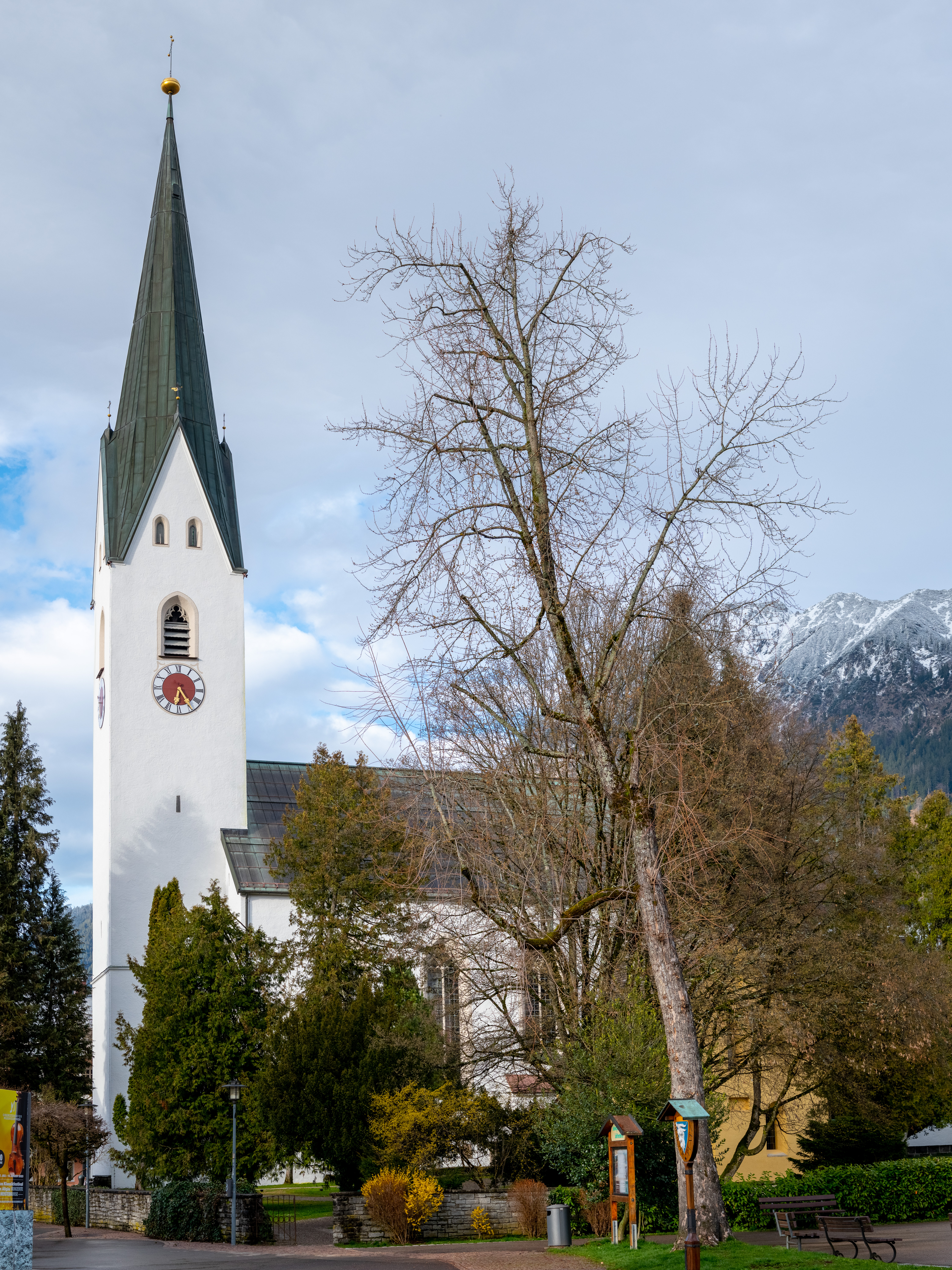
Kath. Pfarrkirche St. Johannes Baptist in Oberstdorf

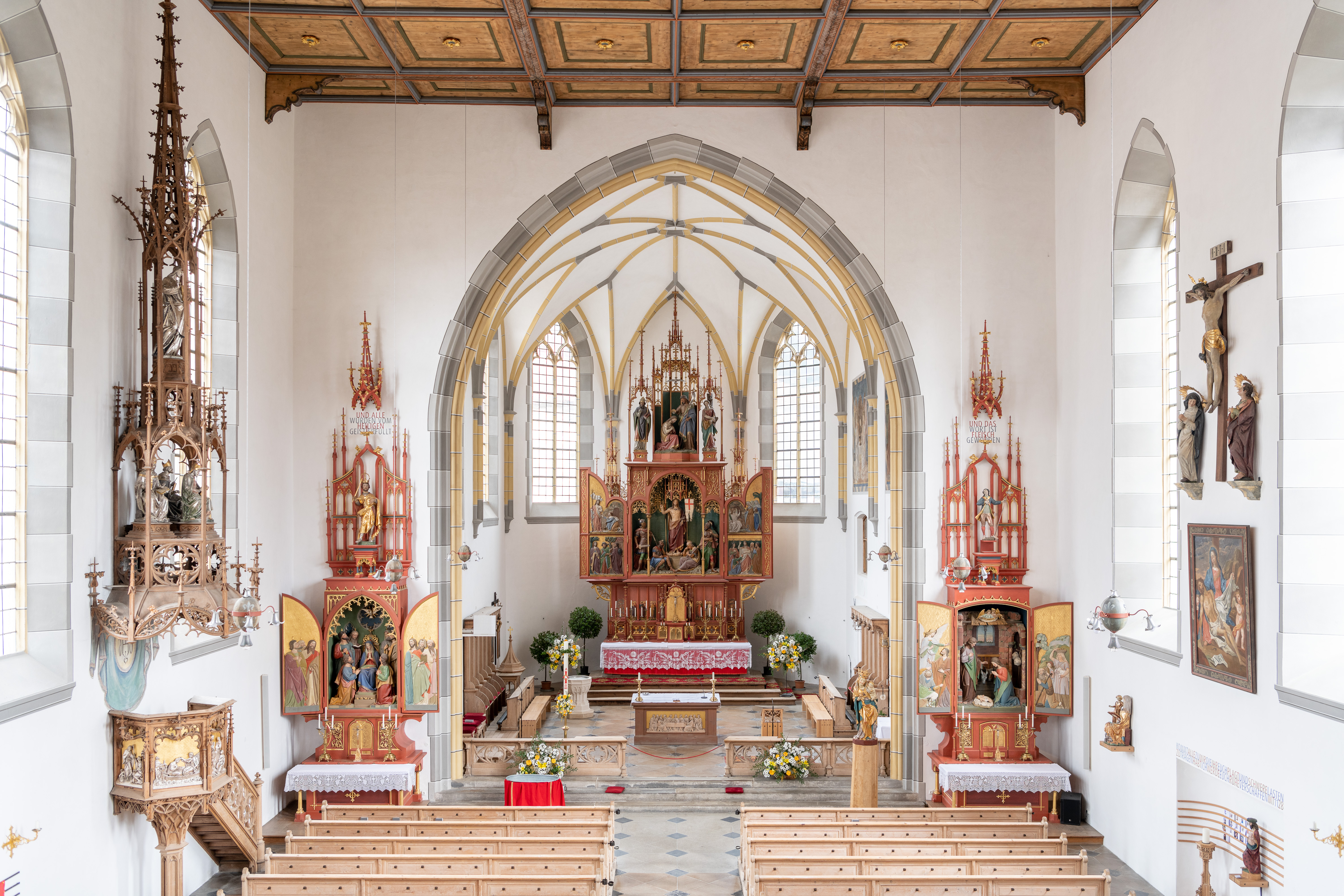
Innenansicht St. Johannes Baptist

In der Reformationszeit fand die Bewegung der Täufer in Oberstdorf ein starkes Echo. Allerdings wurde die Bewegung stark verfolgt, der Besitz der Täufer wurde eingezogen. Über Jahrhunderte wurden Protestanten nicht mehr geduldet, so dass es in Oberstdorf nur die römisch-katholische Kirche gab.
Heute gehört Oberstdorf zur Region IV (Kempten) bzw. zum Dekanat Sonthofen des Bistums Augsburg. Es ist Sitz einer Pfarrei und einiger Filialkirchen und Kuratien. Die katholische Pfarrei „St. Johannes Baptist“ gehört zu den flächenmäßig größten in der Diözese Augsburg.
Erst 1873 wurde in Oberstdorf ein erster evangelischer Gottesdienst für Kurgäste gehalten, 1971 fand die Einrichtung einer ständigen Kurseelsorge durch die katholische Kirchengemeinde statt, zuvor nahmen sich beide Kirchen während der Saison der Kurseelsorge an. 1905 wurde der Grundstein für die vom Berliner Architekten Ludwig von Tiedemann entworfene evangelisch-lutherische Kirche gelegt; die heutige Christuskirche. Seit 1942 besteht in Oberstdorf eine eigenständige Pfarrei der Evangelisch-Lutherischen Kirche in Bayern. Die umliegenden Orte sind der evangelischen Kirchengemeinde zum Teil angeschlossen.
Zur evangelischen Christuskirchengemeinde Oberstdorf gehört heute auch die selbständige Pfarrei Fischen im Allgäu sowie das Pfarrvikariat Kleinwalsertal mit der Kreuzkirche Hirschegg und damit ein ausgedehntes Diasporagebiet. Die protestantische Kirchengemeinde Oberstdorf selbst hat 1500 Gemeindeglieder mit Erstwohnsitz und 700 mit Zweitwohnsitz. Ein Gemeindepfarrer und ein Gästeseelsorger kümmern sich – in ökumenischer Zusammenarbeit – auch um die zahlreichen Berggottesdienste während der Wandersaison auf den umliegenden Gipfeln.
Neben der katholischen und der evangelischen Kirche gibt es in Oberstdorf eine ganze Reihe von Kirchen und Kapellen.

## Politik

### Gemeinderat
Seit der Kommunalwahl am 15. März 2020 setzt sich der Gemeinderat von Oberstdorf wie folgt zusammen:
| Partei/Liste                         | Stimmenanzahl | Sitze |
| ------------------------------------ | ------------- | ----- |
| CSU                                  | 27.697        | 6     |
| SPD                                  | 03.507        | 1     |
| Bündnis 90/Die Grünen                | 14.164        | 3     |
| Freie Wähler Oberstdorf (FWO)        | 21.197        | 5     |
| Unabhängige Oberstdorfer Liste (UOL) | 07.980        | 2     |
| FDP                                  | 04.775        | 1     |
| Oberstdorfer Allianz (OA)            | 11.341        | 2     |

Zusätzlich gehört dem Gemeinderat der direkt gewählte Bürgermeister an.

### Bürgermeister
Eine Auflistung der Oberstdorfer Bürgermeister seit 1795. Die offizielle Bezeichnung dagegen war bis 1806 Gerichtsammann, bis 1869 Gemeindevorsteher und seitdem Bürgermeister.
| Zeitraum  | Bürgermeister         |
| --------- | --------------------- |
| 1795–1815 | Franz Xaver Huber     |
| 1815–1833 | Joh. Martin Brutscher |
| 1833–1839 | Lukas Brack           |
| 1840–1845 | Ignaz Gschwender      |
| 1845–1854 | Alois Rietzler        |
| 1854–1869 | Jos. Anton Dünsser    |
| 1869–1888 | Franz Paul Brack      |
| 1888–1902 | Ludwig Vogler         |
| 1902–1911 | Ludwig Fischer        |

| Zeitraum            | Bürgermeister       |
| ------------------- | ------------------- |
| 1912–1919           | Fritz Gschwender    |
| 1919–1924           | Ludwig Hochfeichter |
| 1925–1929           | Magnus Haas         |
| 1930–März 1933      | Thomas Neidhart     |
| 1934–1945           | Ludwig Fink         |
| Mai 1945–Sep. 1945  | Thomas Neidhart     |
| Sep. 1945–Okt. 1945 | Otto Kerle          |
| Okt. 1945–Aug. 1946 | Johann Gehring      |
| 1946–1948           | Josef Braxmair      |

| Zeitraum          | Bürgermeister        |
| ----------------- | -------------------- |
| 1948–1952         | Otto Kerle           |
| 1952–1960         | Hermann Schallhammer |
| 1960–1973         | Dr. Paul Dreher      |
| 1973–2002         | Eduard Geyer         |
| Mai 2002–2008     | Thomas Müller        |
| Mai 2008–Mai 2020 | Laurent Mies (FW)    |
| seit Mai 2020     | Klaus King           |

### Gemeindepartnerschaften
- Es besteht seit 1970 eine Gemeindepartnerschaft mit der französischen Gemeinde Megève in Hochsavoyen. Es ist genau wie Oberstdorf ein Fremdenverkehrsdorf mit viel Ski- und Wandertourismus.[22]
- Deutsche Partnergemeinden von Oberstdorf sind die anderen Zipfelgemeinden der Bundesrepublik Deutschland, also die Gemeinden, die am weitesten nördlich, östlich und westlich liegen. Dabei handelt es sich um das schleswig-holsteinische List auf Sylt, um das sächsische Görlitz und um das nordrhein-westfälische Selfkant. Das erste Treffen aller Bürgermeister dieser Städtepartnerschaft am 9. und 10. Mai 1998 im Selfkant wurde von dem Journalisten Hartmut Urban initiiert und organisiert. Nach diesem Treffen wurde anlässlich der zentralen Feierlichkeiten zum Tag der Deutschen Einheit 1999 in Wiesbaden der Zipfelbund geschlossen. Wer es binnen vier Jahren schafft, alle vier Orte zu bereisen und sich das im Zipfelpass abstempeln lässt, wird mit einem Geschenkkorb geehrt. Dieser enthält Spezialitäten aus allen teilnehmenden Regionen.[28]

## Wappen
| Wappen von Oberstdorf | Blasonierung: „In Rot ein linkshin springendes, schwarz gezäumtes silbernes Ross.“ |
| Wappen von Oberstdorf | Wappenbegründung: Das springende Pferd ist dem Wappen derer von Haimenhofen entlehnt, die im Mittelalter den Ort erworben hatten. Dort springt das Pferd nach rechts. Zugleich erinnert das Pferd im Wappen an die im Allgäu historisch verbreitete Pferdezucht. |

## Kultur und Sehenswürdigkeiten

### Sehenswertes
- St.-Anna-Kapelle in Rohrmoos

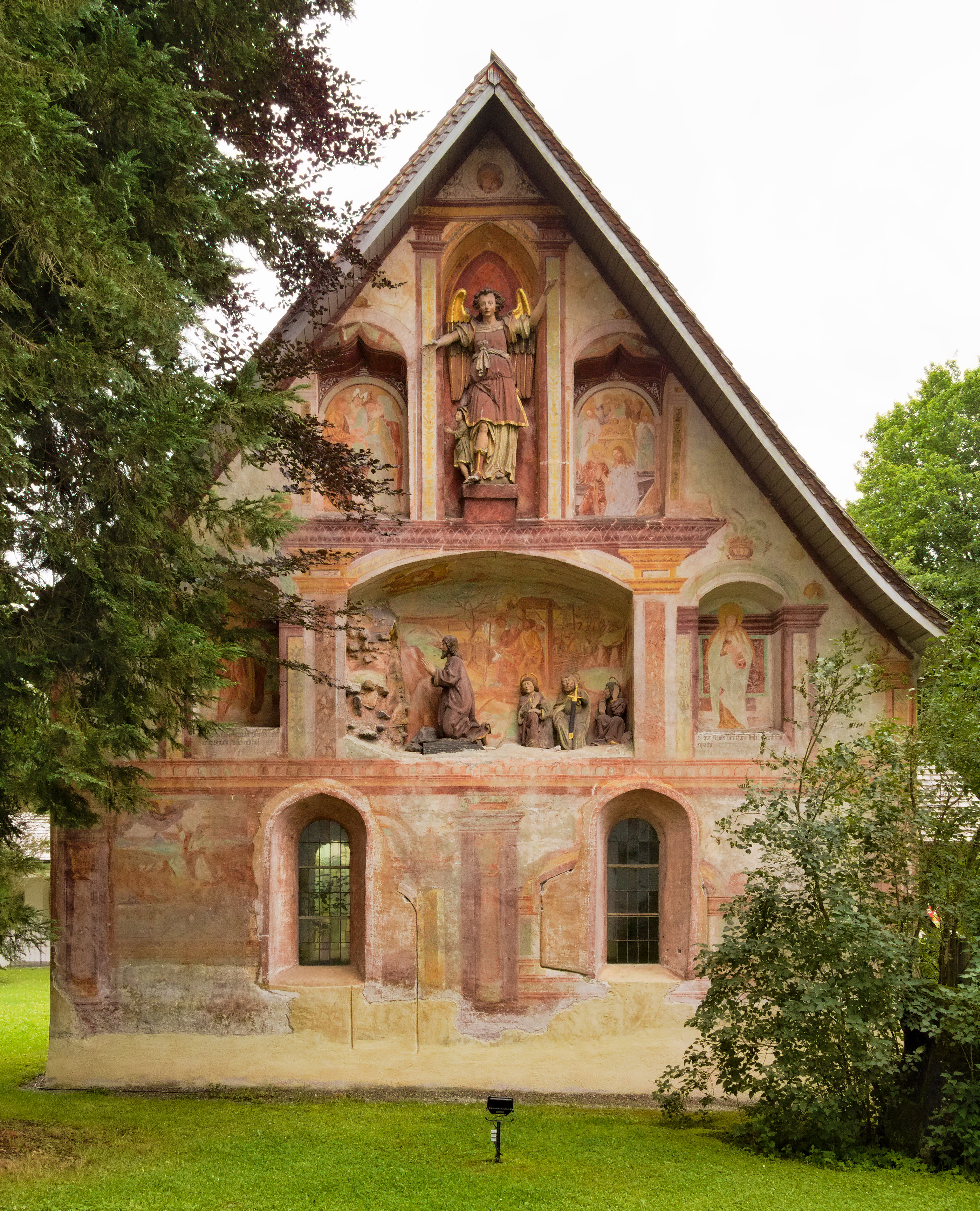
Seelenkapelle

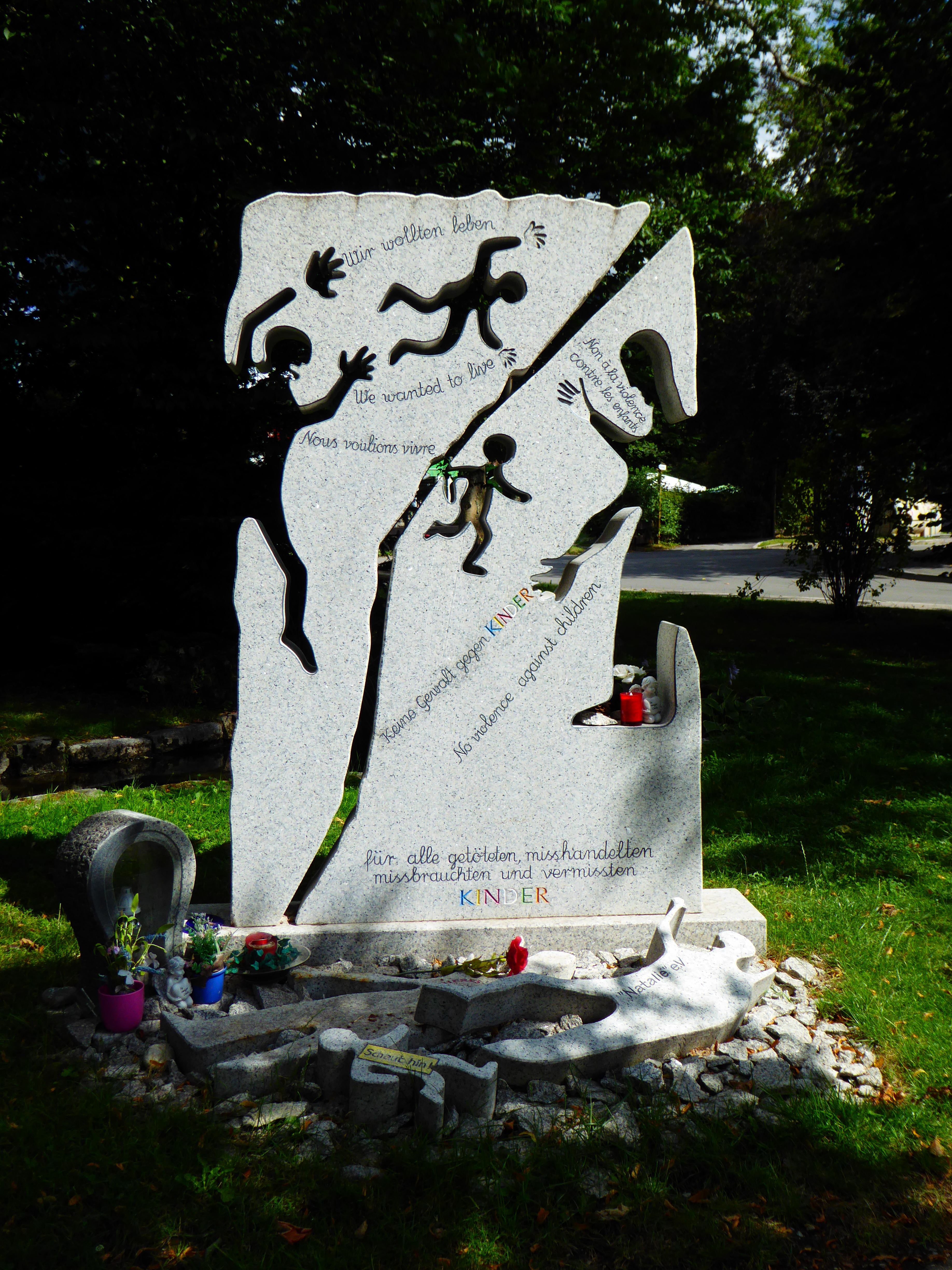
Gedenkstätte für Kinder im Kurpark

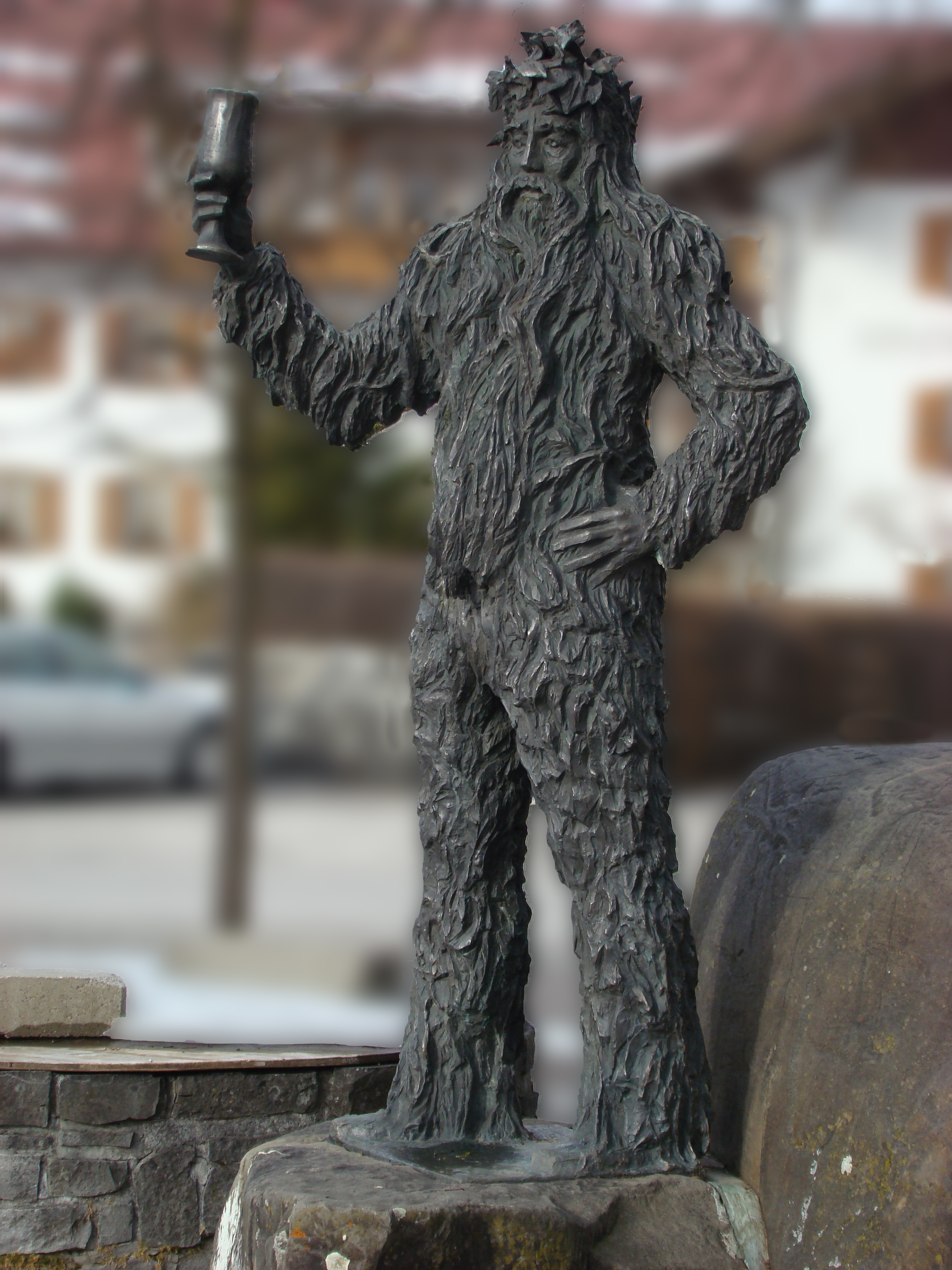
„Wilde-Mändle“-Statue in Oberstdorf am Bahnhof

- Bauernhäuser aus dem 17. und 18. Jahrhundert
- Breitachklamm bei Tiefenbach
- Bundesleistungszentrum für Eiskunstlauf
- Christlessee
- Dichterhaus in Kornau von Arthur Maximilian Miller
- Einödsbach (südlichste Siedlung Deutschlands)
- Orlen Arena Oberstdorf Allgäu (vormals Schattenbergschanze)
- Freibergsee (höchstgelegener Badesee Deutschlands)
- Gedenkstätte für Kinder im Kurpark
- Gerstruben, verlassenes Bergdorf unter Denkmalschutz
- Heimatmuseum mit größtem Lederskischuh der Welt
- Heini-Klopfer-Skiflugschanze, drittgrößte Skiflugschanze der Welt
- Illerursprung, hier fließen Trettach, Stillach und Breitach zusammen
- St. Loretto-Kapellen am südlichen Ortsrand
- Burgkirche Schöllang in Schöllang
- Kapelle St. Jakobus in Reichenbach
- Moorweiher mit Naturlehrpfad
- Naturkundezentrum Bergschau im alten Rathaus
- Penninger Schnapsmuseum zeigt ursprüngliche Brennarten
- Seelenkapelle aus dem 15. Jahrhundert
- Villa Jauss Künstlerhaus

### Wilde-Mändles-Tanz
Das Wilde Mändle ist eine Symbolfigur aus dem Wilde-Mändles-Tanz. Er wird alle fünf Jahre aufgeführt.
Bekannt ist auch das Klausentreiben, ein Brauch am Nikolausabend jeden Jahres.

### Regelmäßige Veranstaltungen
- September: Viehscheid[32]
- Oktober: Kirchweih
- Oktober: Gallusmarkt

## Wirtschaft und Infrastruktur

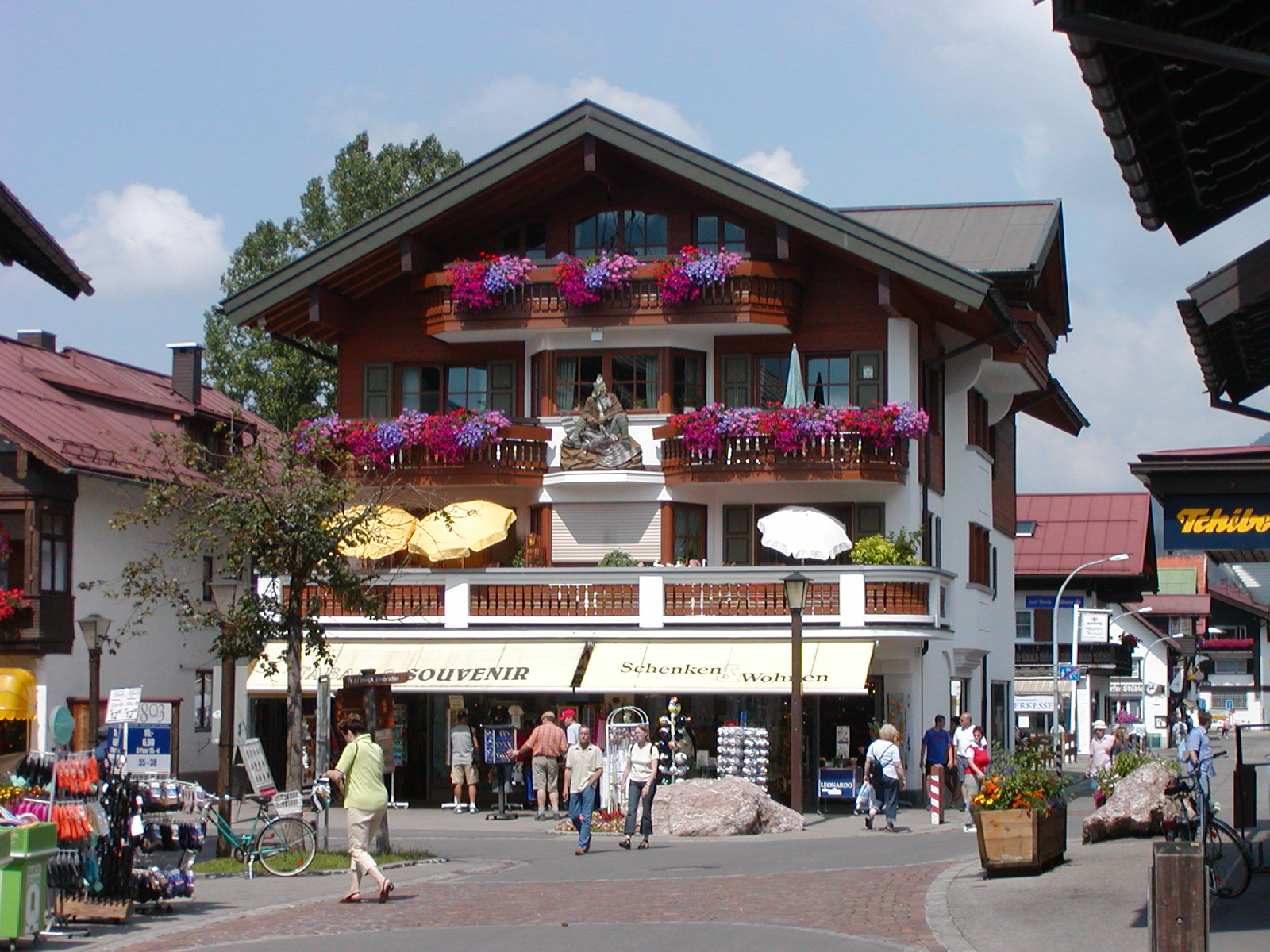
Fußgängerzone

### Tourismus
2019 wurden rund 480.000 Gäste und über 2,6 Millionen Gästeübernachtungen in 1.200 aktiven Beherbergungsbetrieben mit 16.100 Gästebetten erfasst. Der Tourismus ist für Oberstdorf der wichtigste Wirtschaftsfaktor. Dazu tragen 200 Kilometer Wanderwege in drei verschiedenen Höhenlagen, 76 Kilometer Loipen, 20 Skilifte an Fellhorn, Nebelhorn und Söllereck sowie, durch die Vereinigung der Wintersport-Destinationen Oberstdorf und dem benachbarten Kleinwalsertal, 130 Kilometer alpine Abfahrtsstrecken bei. Etwa 75 Prozent des Gemeindegebietes stehen unter Landschafts- oder Naturschutz.

### Sport

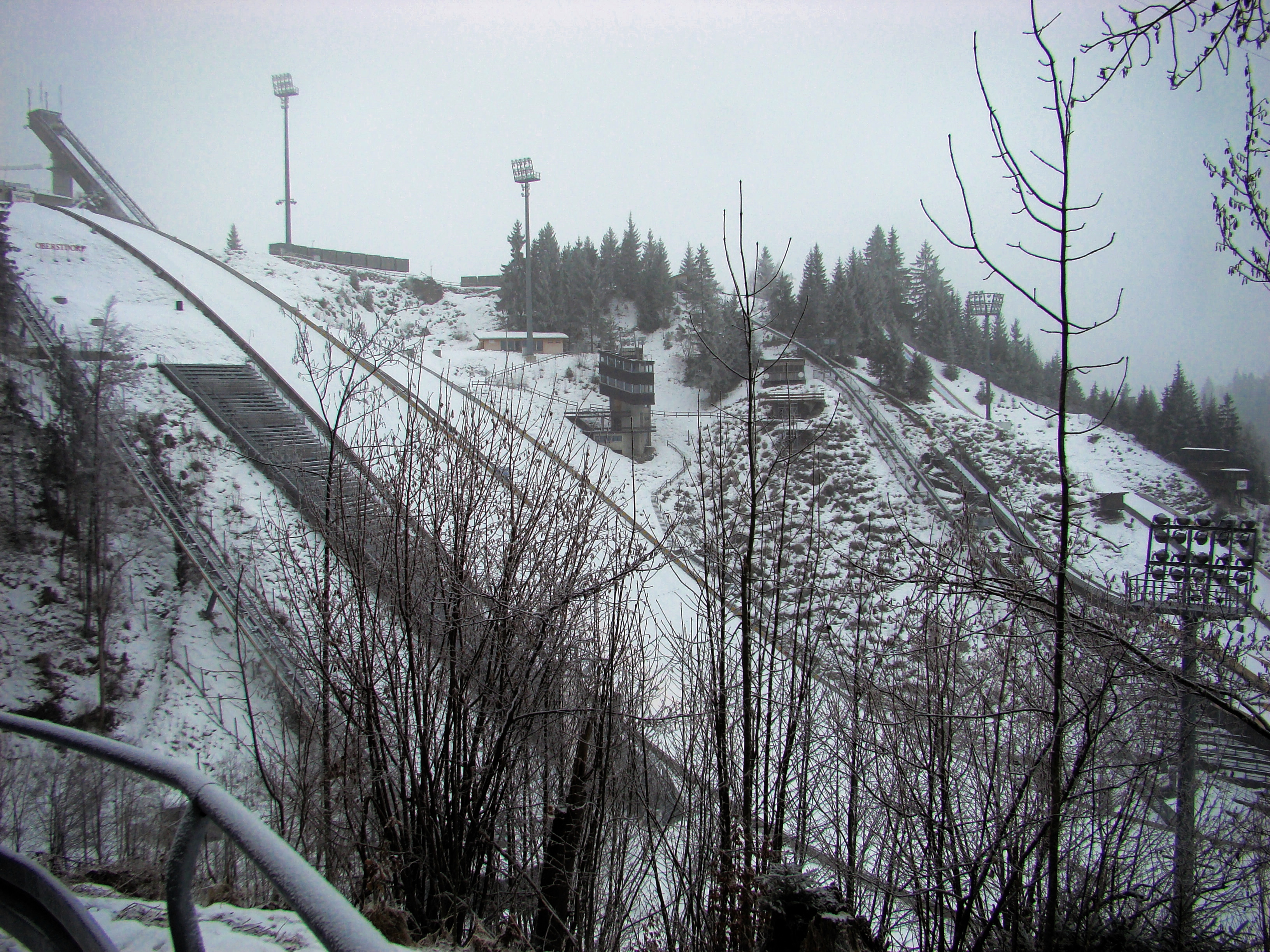
Oberstdorfer Skisprungschanzen am Schattenberg (WM-Skisprung Arena Oberstdorf)

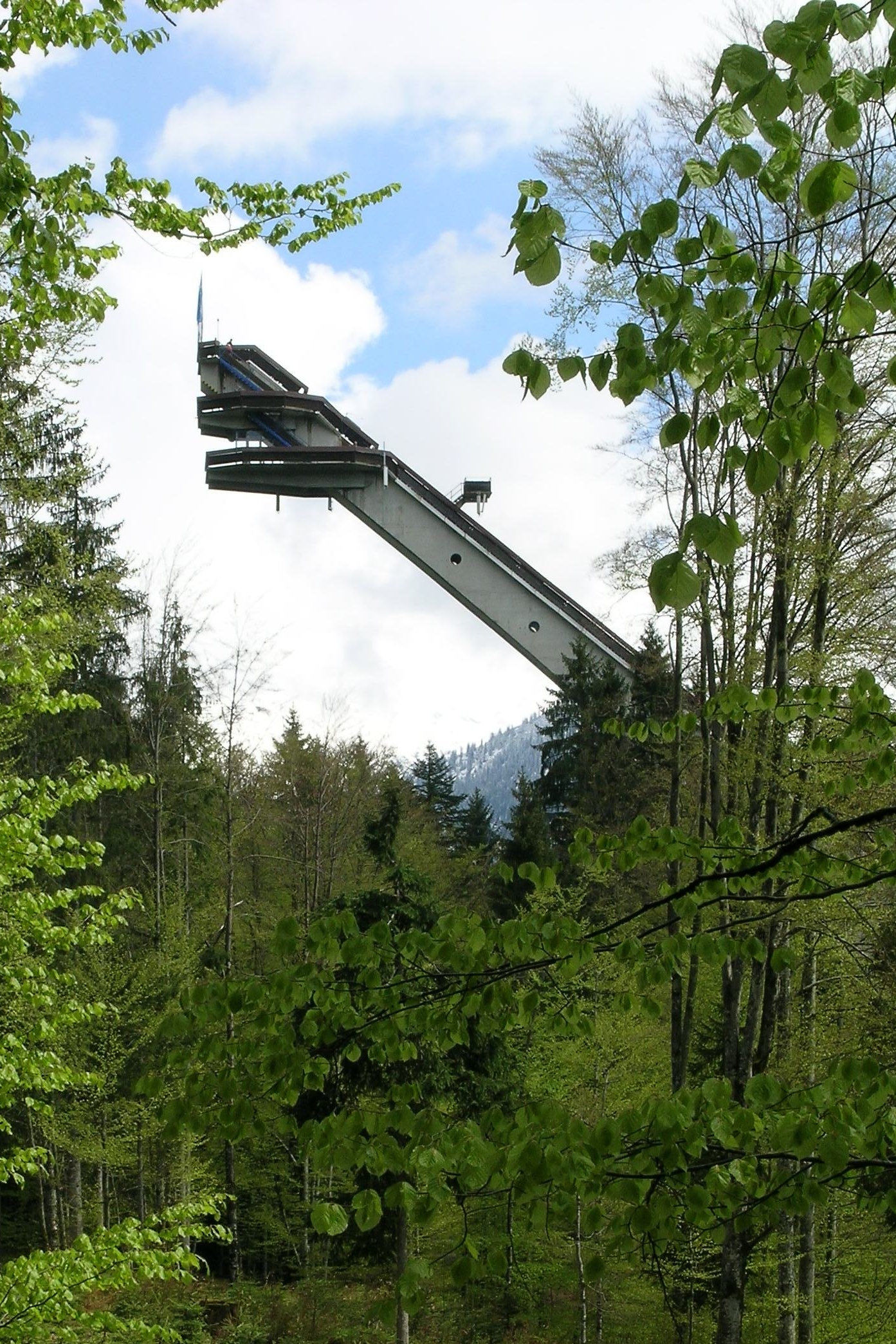
Heini-Klopfer-Skiflugschanze

Dem Sport, speziell dem Wintersport, kommt in Oberstdorf eine besondere Bedeutung zu. Durch die Skiallianz Oberstdorf – Kleinwalsertal können über die verschiedenen Bergbahnen (Nebelhorn, Fellhorn/Kanzelwand, Söllereck, Walmendingerhorn und Ifen) insgesamt 130 Pistenkilometer erreicht werden. Zudem stehen 140 Kilometer präparierte Winterwanderwege sowie 75 Loipenkilometer zur Verfügung. Durch ein dort angesiedeltes Eissportzentrum mit Olympiastützpunkt und Sportinternat werden die Sportarten Curling, Eiskunstlauf, Skilanglauf und Skisprung gefördert. Der zweimalige deutsche Meister im Eiskunstlauf von 2001 und 2003 Silvio Smalun, die Weltmeisterin im Eiskunstlaufen von 2012 Carolina Kostner und die Curling-Europameister 2002 und 2004 um Skip Sebastian Stock trainieren dort.

#### Vierschanzentournee
Alljährlich findet in Oberstdorf der Auftakt für die Vierschanzentournee im Skispringen statt. Den Wettbewerb gibt es seit 1953. Damals war Oberstdorf jedoch zweite Station nach Garmisch-Partenkirchen. Gesprungen wird am Schattenberg in der Audi Arena.

#### Internationale Skiflugwochen
1950, 1951, 1952, 1955, 1958, 1961, 1964, 1967, 1970, 1976 und 1979 wurden in Oberstdorf Internationale Skiflugwochen veranstaltet.

#### Skifliegen
Oberstdorf ist einer der wenigen Orte weltweit, die Wettbewerbe im Skifliegen ausrichten können. Ausgetragen werden die Wettkämpfe auf der Heini-Klopfer-Skiflugschanze. 1984, 1992, 1995, 1998, 2001, 2004, 2007, 2009, 2010 und im Februar 2011 sowie 2017 richtete Oberstdorf jeweils den Skiflug-Weltcup aus. 2018 war der Ort nach 1973, 1981, 1988, 1998 und 2008 bereits zum sechsten Mal Veranstaltungsort der Skiflug-Weltmeisterschaften.

#### Nordische Ski-WM
Oberstdorf war Austragungsort der Nordischen Skiweltmeisterschaften von 1987 und 2005. Bei der Bewerbung für die Austragung der Nordischen Skiweltmeisterschaften 2019 unterlag man Seefeld in Tirol im dritten Wahlgang.
Beim FIS-Kongress 2016 im mexikanischen Cancún erhielt Oberstdorf den Zuschlag für die Nordischen Skiweltmeisterschaften 2021.

#### Andere Sportarten
- Eiskunstlauf
  - 1982 – Junioren-WM
  - 2000 – Junioren-WM
  - 2007 – Junioren-WM
  - Nebelhorn Trophy, jährlich seit 1969
  - Adult Figure Skating Competition, jährlich seit 2005

- Langlauf-Weltcup: 1986, 1996, 2004

2006, 2008, 2011, 2012, 2015, 2016, 2017, 2018 Etappenort der Tour de Ski
- Curling
  - 1987 – Curling-Europameisterschaft
  - 1992 – Curling-Junioren-WM
  - 1994 – Curling-WM
  - 2000 – Curling-EM
- Snowboard-Weltcup: 1998, 1999, 2001
- Sonstige
  - 1999 – Short-Track EM
  - 2002 – Freestyle Weltcup auf der Buckelpiste
  - 2004 – Weltcup in der Nordischen Kombination
  - 2005 – Freestyle Weltcup auf der Buckelpiste (Fellhorn)
  - 2007 – Tour de Ski, Zwei Weltcups im Skispringen (als Ersatz für das geplante Skifliegen), Weltcup Nordische Kombination
  - 2008 – Weltmeisterschaft im Skifliegen

#### Bekannte Sportler aus Oberstdorf
- Andreas Bauer (* 1964), Skispringer
- Max Bolkart (1932–2025), Skispringer
- Toni Brutscher (1925–1983), Skispringer
- Peter Leitner (* 1956), Skispringer
- Frank Löffler (* 1980), Skispringer
- Thomas Müller (* 1961), Nordischer Kombinierer
- Katrin Zeller (* 1979), Skilangläuferin
- Oliver Rössel (* 1969), Gleitschirmflieger
- Norbert Schramm (* 1960), Eiskunstläufer
- Georg Späth (* 1981), Skispringer
- Hansjörg Tauscher (* 1967), Abfahrtsläufer
- Sepp Weiler (1921–1997), Skispringer
- Klaus Allgayer (1978–2024), Skispringer
- Heini Ihle (* 1941), Skispringer
- David Speiser (* 1980), Snowboardfahrer
- Christina Geiger (* 1990), Skirennläuferin
- Sebastian Jacoby (* 1978), Curlingspieler
- Johannes Rydzek (* 1991), Nordischer Kombinierer
- Karl Geiger (* 1993), Skispringer
- Katharina Althaus (* 1996), Skispringerin
- Vinzenz Geiger (* 1997), Nordischer Kombinierer

#### Fernwanderweg
Der europäische Fernwanderweg E5 führt in Nord-Süd-Richtung durch Oberstdorf. Die erste Alpenüberquerung mit einem Mountainbike durch Andreas Heckmair startete hier und ist seitdem ein beliebter Einstieg für einen Transalp (siehe Heckmair-Route). Eine neuere Wegvariante ist die Joe-Route, die ebenfalls von Oberstdorf mit dem Mountainbike über die Alpen führt.

#### Klettersteige und Höhenwege
- Der Hindelanger Klettersteig verläuft vom Gipfel des Nebelhorns über den Grad der Wengenköpfe zum Großen Daumen.
- Der Mindelheimer Klettersteig ist die Überschreitung der Schafalpenköpfe und des Kemptner Köpfle zwischen der Fiderepasshütte und der Mindelheimer Hütte
- 2-Länder-Sportklettersteig am Warmatsgundkopf (auch Kanzelwand)
- Der Heilbronner Weg ist der älteste und bekannteste Höhenweg der Nördlichen Kalkalpen und dient als Verbindung zwischen Rappenseehütte, Waltenberger-Haus und Kemptner Hütte

### Verkehr

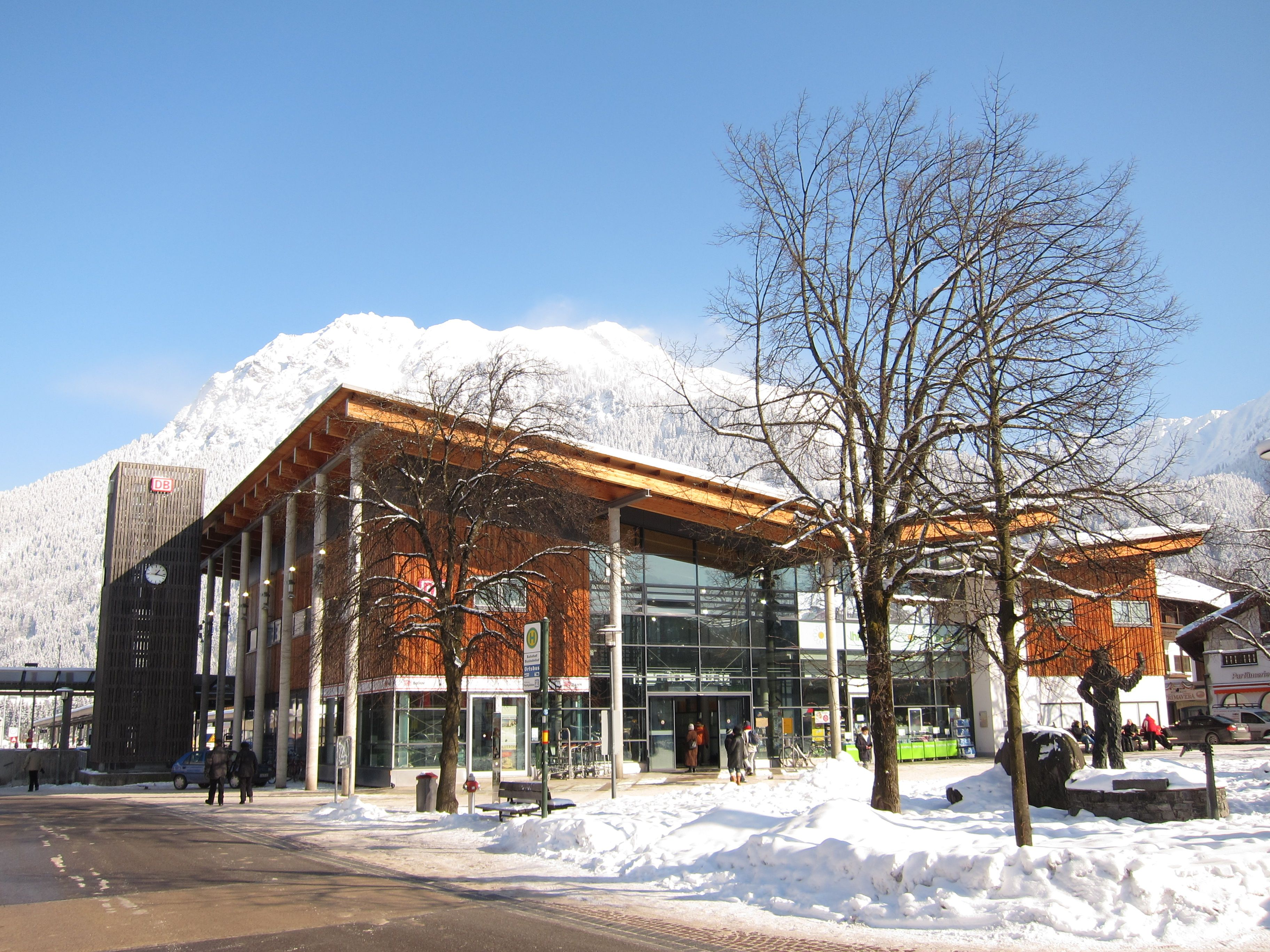
Der Bahnhof Oberstdorf

Der Bahnhof Oberstdorf ist der Endpunkt der eingleisigen und nicht elektrifizierten Bahnstrecke aus Immenstadt. Er ist die südlichste Bahnstation Deutschlands und wurde von der Allianz pro Schiene als bester Kleinstadtbahnhof des Jahres 2006 ausgezeichnet. In unmittelbarer Nähe von Oberstdorf verläuft außerdem die Bundesstraße 19, die von Sonthofen weiter in nördlicher Richtung vierspurig ausgebaut ist. Über die B19 besteht auch die einzige Zufahrtsmöglichkeit mit dem Auto in das österreichische Nachbartal, das Kleinwalsertal. Das Zentrum von Oberstdorf ist seit 1992 autofrei.
Oberstdorf verfügt über zwei Pendelbahnen, die Fellhornbahn (zwei Sektionen) und die dritte Sektion der Nebelhornbahn, die an den Startpunkt des Hindelanger Klettersteigs fährt, sowie drei Umlaufkabinenbahnen, die Nebelhornbahn (Sektionen eins und zwei), Fellhornbahn II und die Söllereckbahn (zwei Sektionen). Aufgrund seiner grenznahen Lage ist Oberstdorf Ausgangspunkt zu zahlreichen Zwei-Länder-Bergtouren zwischen Deutschland und Österreich.
In Oberstdorf endet der Iller-Radweg zwischen Ulm und dem Allgäu.

### Gesundheit
Oberstdorf ist Heilklimatischer Kurort seit 1937 und seit 2002 mit dem Zusatz Premium Class ausgezeichnet. Es gibt zahlreiche Gesundheitsanbieter vor Ort. Die Adula-Klinik mit 150 Planbetten ist eine Fachklinik für Psychosomatik und Psychotherapie; sie zeichnet sich durch die Weiterentwicklung des Bad Herrenalber Modell mit seiner therapeutischen Gemeinschaft aus. Die Klinik Oberstdorf mit Orthopädikum Allgäu und Endoprothetikzentrum der Maximalversorgung verfügt über 70 Planbetten und sichert die Grund- und Regelversorgung.

### Energieversorgung mit erneuerbaren Energien

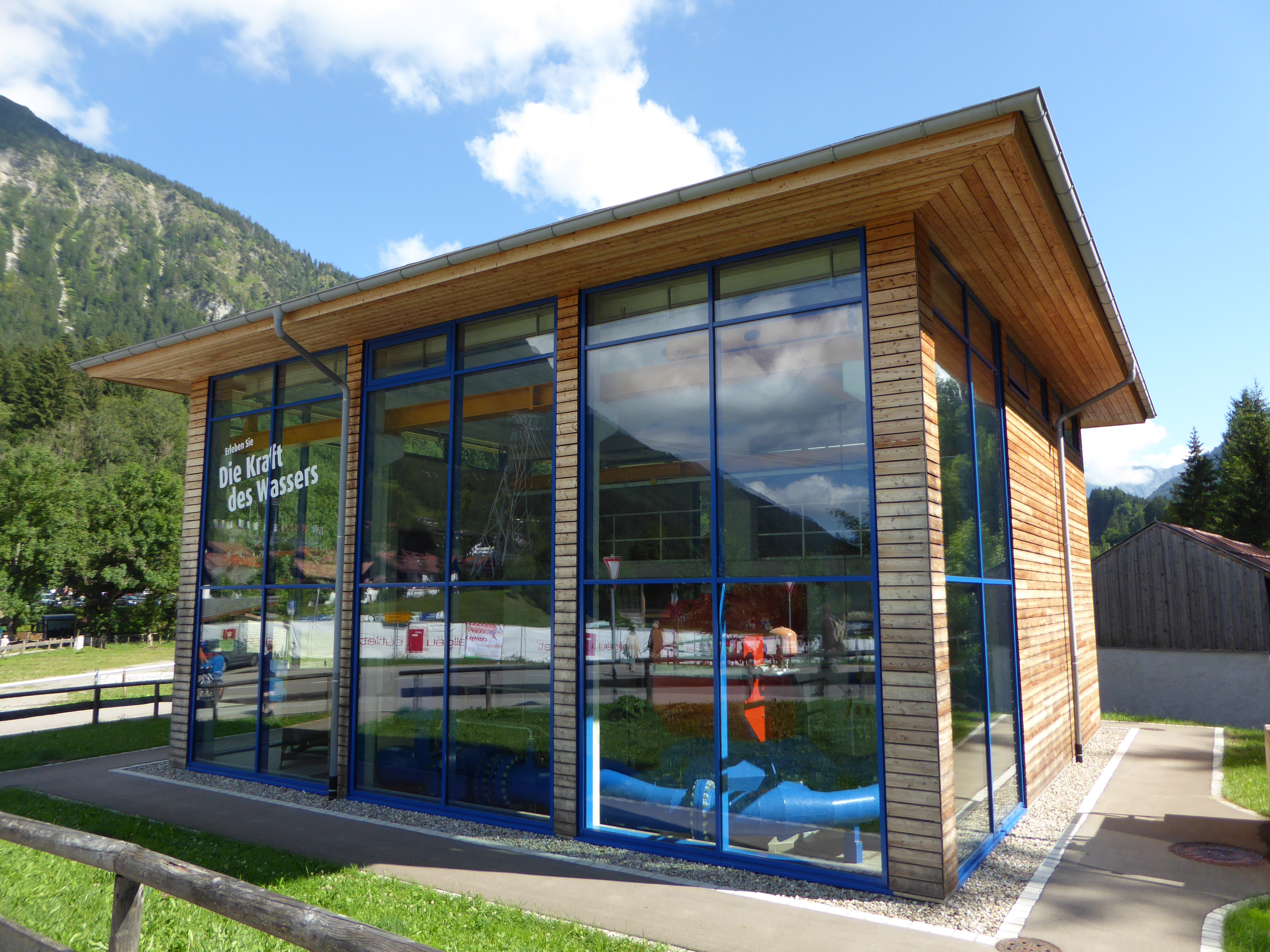
Krafthaus des Wasserkraftwerkes Faltenbach (Nähe Oybelestadion)

Mit den insgesamt 12 Wasserkraftanlagen, insbesondere dem 2011 fertiggestellten Wasserkraftwerk Faltenbach, und einer Vielzahl von Photovoltaik-Solaranlagen, kann Oberstdorf etwa 50 Prozent seines Elektroenergiebedarfes mit Erneuerbaren Energien decken.

### Trinkwasserversorgung und Abwasserentsorgung
Die Gewinnung und Verteilung des Trinkwassers wird von den Gemeindewerken Oberstdorf übernommen. Das Trinkwasser wird am Christlessee mit fünf Tiefbrunnen aus 8 bis 20 Metern Tiefe gewonnen und ohne weitere Aufbereitung an die Bevölkerung verteilt. Jährlich werden ca. 1 Mio. m³ Wasser in das 148 km lange Leitungsnetz abgegeben. Hier sind acht Wasserspeicher mit einem Gesamtvolumen von 4.300 m³ eingebaut, die Verbrauchsspitzen abdecken und auch der Druckerhaltung im Netz dienen. Der größte von ihnen ist der Hochbehälter Burgstall mit 2.500 m³. Die Gesamthärte liegt mit 9,25 °dH im Härtebereich „mittel“. Der Brutto-Verbrauchspreis beträgt 1,65 Euro je Kubikmeter.
Die Ableitung und Reinigung des anfallenden Abwassers fällt in den Zuständigkeitsbereich des Abwasserverbands Obere Iller. Der Anschlussgrad von Oberstdorf lag 2019 bei 98,7 %. Das Abwasser wird im Verbandsklärwerk im Immenstädter Ortsteil Thanners  gereinigt. Die Anlage hat eine Ausbaugröße von 150.000 Einwohnerwerten und behandelt jährlich 14 Mio. m³ Abwasser im Belebtschlammverfahren. Das zu 95 % gereinigte Wasser wird anschließen in die Iller eingeleitet.
Der anfallende Klärschlamm wird über eine Dauer von 20 Tagen ausgefault. Das dabei entstehende Klärgas wird zur Strom- und Wärmeerzeugung in zwei Blockheizkraftwerken verwendet. So können inzwischen 65 % des Strom- und 95 % des Wärmebedarfs der Kläranlage selbst gedeckt werden.

## Persönlichkeiten

### Ehrenbürger
- Gertrud von Le Fort (1876–1971), Schriftstellerin und Ehrenbürgerin von Oberstdorf sowie Namensgeberin des örtlichen Gymnasiums

### Persönlichkeiten, die im Ort geboren wurden

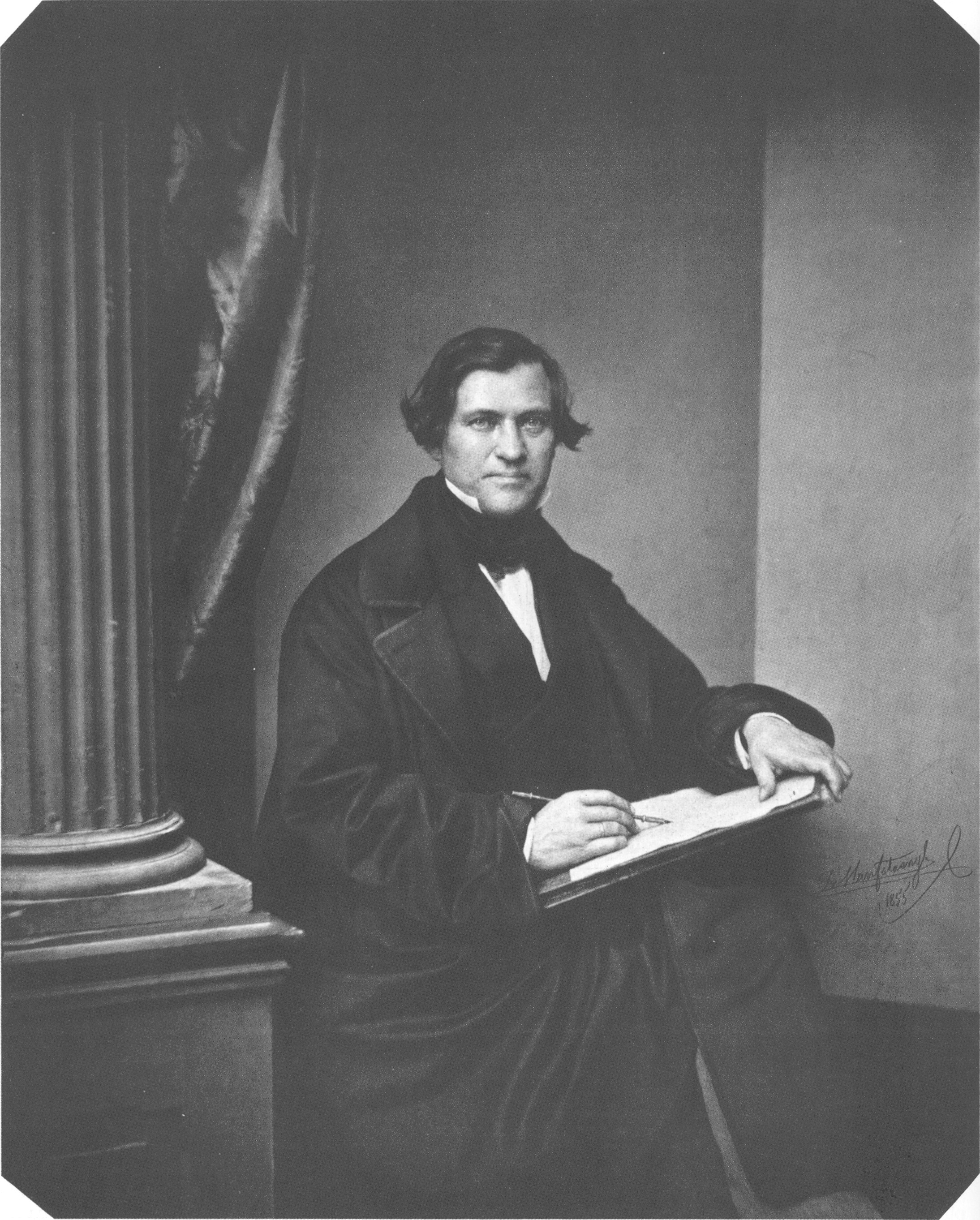
Johann Schraudolph (1855)

- Franz Xaver Schmädl, (1705–1777), Bildhauer
- Johann von Schraudolph (1808–1879), Historienmaler
- Claudius Schraudolph der Ältere (1813–1891), Historienmaler und Lithograph
- Dominikus Hofer (1817–1897), Tiermediziner und Hochschullehrer
- Leo Dorn (1836–1915), Berufsjäger und Alpinist
- Cassian Reiser (1881–1956), Kirchenmusiker und Domkapellmeister
- Friedrich Jobst Volckamer von Kirchensittenbach (1894–1989), General und Ritterkreuzträger
- Sepp Weiler (1921–1997), Skispringer
- Fritz Geiger (1924–1980), Kurdirektor (1956–1980), Präsident der Deutschen Eislauf-Union (1968–1980), dreimalige Olympiateilnahme als Mannschaftsführer der Eiskunstläufer, Träger des Bundesverdienstkreuzes am Bande (1978)
- Caelestis Eichenseer (1924–2008), Latinist
- Willi Klein (1927–1997), Skirennläufer
- Thaddäus Steiner (1933–2017), Germanist und Flurnamenforscher
- Pius Geiger sen. (* 1934), Senior-Chef der Geiger Unternehmensgruppe, Träger des Bundesverdienstkreuzes (1995), Ehrenmitglied der Industrie- und Handelskammer Schwaben[51]
- Katharina Herberg (* 1935), Schauspielerin
- Albert Vogler (* 1939), langjähriger Bürgermeister-Stellvertreter (1984–2002), Träger der Bürgermedaille des Marktes Oberstdorf[52]
- Gisela Bock (* 1941), Diplomchemikerin, Bezirksrätin, ehem. Landtagsabgeordnete
- Jobst Kayser-Eichberg (1941–2023), deutscher Unternehmer
- Heini Ihle (* 1941), im Ortsteil Tiefenbach geborener Skispringer
- Michael Vetter (1943–2013), Komponist, Autor, und Kalligraph
- Friedrich Karl Hertle (* 1944), Abgeordneter des Hessischen Landtags
- Franz Vogler (* 1944), Skirennläufer
- Jan Peter Tripp (* 1945), Maler und Grafiker
- Renate Klett (* 1946), Theater- und Tanzkritikerin, Autorin
- Wim Mauthe (* 1947), Jazzmusiker (Stilrichtung Dixie), freischaffender abstrakter Maler
- Horst Weiß (* 1953), Maler des Surrealismus
- Rudi Tusch (* 1954), Skispringer
- Walter Steffen (* 1955), Filmregisseur, Drehbuchautor und Produzent
- Peter Leitner (* 1956), Skispringer
- Markus Metz (* 1958), Journalist und Autor
- Martin Flashar (* 1959), Klassischer Archäologe
- Crescentia Dünßer (* 1960), Schauspielerin
- Stefan Richard Bornstein (* 1961), Mediziner
- Wolfgang Egger (* 1963), Autodesigner
- Andreas Bauer (* 1964), Skispringer
- Martin Hehl (1965–2012), Oberstdorfer Mundartdichter, Autor mehrerer Mundartbücher
- Hansjörg Tauscher (* 1967), Skirennläufer, Weltmeister
- Thorsten Schäfer-Gümbel (* 1969), Politiker (SPD)
- Stefanie Schuster (* 1969), österreichische Skirennläuferin
- Matthias Robl (1969–2008), Alpinist und Bergsteiger
- Daniel Herberg (* 1974), Curler, Europameister und Vizeweltmeister
- Sebastian Jacoby (* 1978), Curler und Quizspieler
- Toni Steurer (* 1978), Extremskitourensportler, Bergsteiger und Soldat der Bundeswehr
- Katrin Zeller (* 1979), Skilangläuferin
- Christoph Stark (* 1980), Freestyle-Skifahrer
- Frederic Linkemann (* 1981), Schauspieler und Synchronsprecher
- Georg Späth (* 1981), Skispringer
- Dominik Berger (* 1983), österreichischer Triathlet
- Dominik Stehle (* 1986), Skirennläufer
- Andreas Hindelang (* 1987), Fußballspieler
- Gina Stechert (* 1987), Skirennläuferin
- Christina Geiger (* 1990), Skirennläuferin
- Lucia Anger (* 1991), Skilangläuferin
- Johannes Rydzek (* 1991), Nordischer Kombinierer
- Karl Geiger (* 1993), Skispringer
- Jennifer Janse van Rensburg (* 1993), Eiskunstläuferin
- Manuel Schmid (* 1993), Skirennläufer
- Alexander Schmid (* 1994), Skirennläufer
- Katharina Althaus (* 1996), Skispringerin
- Bojan Avramović (* 1997), Fußballspieler
- Vinzenz Geiger (* 1997), Nordischer Kombinierer
- Maximilian Günther (* 1997), Autorennfahrer
- Marco Maier (* 1999), nordischer Parasportler

### Persönlichkeiten, die in Verbindung zum Ort stehen

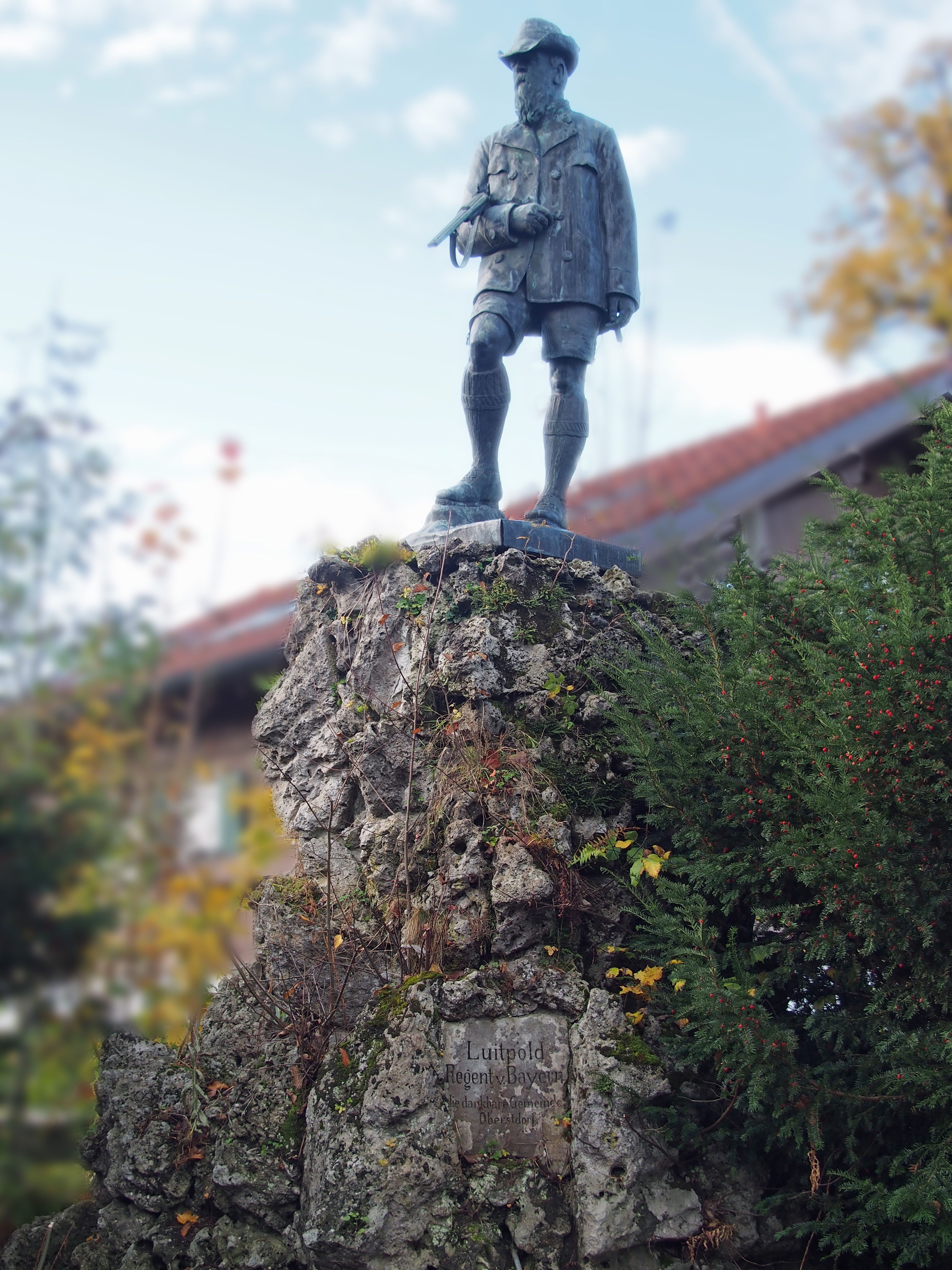
Prinzregentendenkmal (1912) in Oberstdorf

- Prinzregent Luitpold von Bayern (1821–1912), weilte mehrmals jährlich zur Jagd in Oberstdorf und unterstützte die Oberstdorfer nach dem großen Brand 1865.
- Pawlo Skoropadskyj (1873–1945), ukrainischer General und von 1918 bis 1919 Hetman des ukrainischen Staates, begraben in Oberstdorf
- Maximilian Schels (1889–1935), Heimatmaler, lebte in den 1920er-Jahren in Oberstdorf
- Hermann Otto Hoyer (1893–1968), Maler
- Elisabeth Sophie Dabelstein (1895–1976), deutsche Alpinistin, Schriftstellerin und Leiterin eines Kinderheims in Oberstdorf
- Carl Zuckmayer (1896–1977), Schriftsteller: häufige Urlaube bei seinen in Oberstdorf lebenden Eltern
- Anderl Heckmair (1906–2005), Extrembergsteiger, Erstbesteiger der Eigernordwand, Gründer des deutschen Bergführerverbandes, lebte ab 1939 in Oberstdorf
- Walter Kalot (1909–1996), Bildhauer, Grafiker und Maler
- Heini Klopfer (1918–1968), Architekt und Skispringer, Erbauer vieler olympischen Skisprungschanzen sowie der nach ihm benannten Heini-Klopfer-Skiflugschanze
- Hans Karl Baier (1918–1976), Maler
- Eugen Thomma (1931–2022), Mundartautor, Heimatforscher, Heimatpfleger und Archivar
- Hanns Peter Zwißler (* 1946), Schriftsteller, machte 1966 in Oberstdorf das Abitur
- Dieter Salomon (* 1960), Oberbürgermeister von Freiburg: In Oberstdorf aufgewachsen